# Thasos

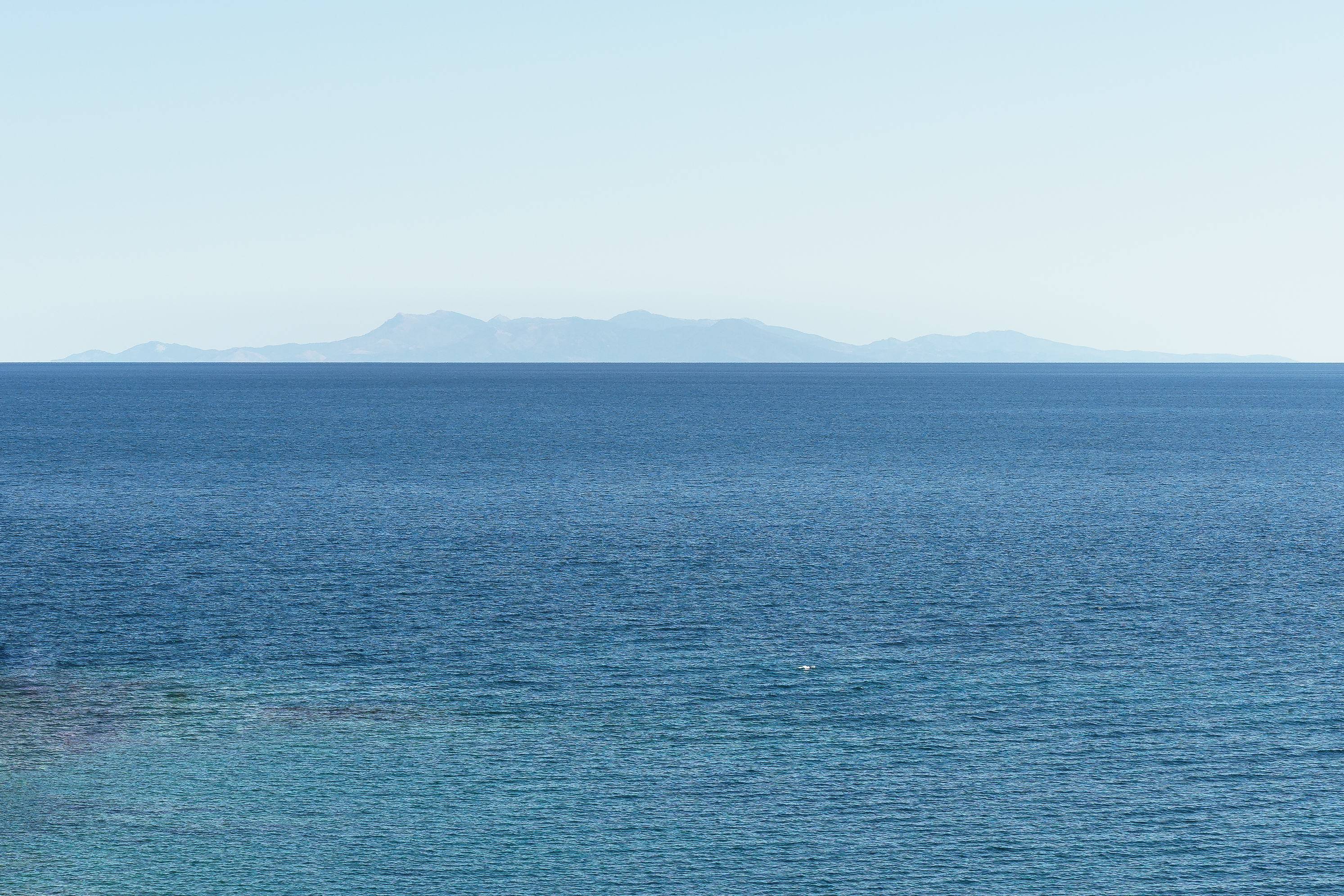
Thasos (Ansicht von Westen)

Thasos (griechisch Θάσος [ˈθasɔs] (f. sg.), auch Thassos, türkisch Taşoz) ist eine Insel im Nordosten Griechenlands im Thrakischen Meer der nördlichen Ägäis, über 7 Kilometer (4 Seemeilen) von der ostmakedonischen Küste und etwa 11 Kilometer (6 Seemeilen) vom nächsten Hafen Keramoti entfernt. Sie ist die nördlichste bewohnte ägäische Insel. Die unbewohnte Insel Thasopoula liegt zwischen Thasos und dem Festlandhafen Keramoti, etwa 2,5 Kilometer (1,4 Seemeilen) vom Festland entfernt.
Die Gemeinde Thasos ist als Dimos Thasou eine der 22 Gemeinden der Region Ostmakedonien und Thrakien, dazu zählen außer der Hauptinsel mehrere kleinere unbewohnte Inseln. Gleichzeitig bildet sie in der Region den Regionalbezirk Thasos, der in den Regionalrat einen Abgeordneten entsendet. Hauptort und größter Hafen der Insel ist der Küstenort Limenas Thasou (auch einfach Limenas oder Thasos genannt) im Norden der Insel.

## Geographie

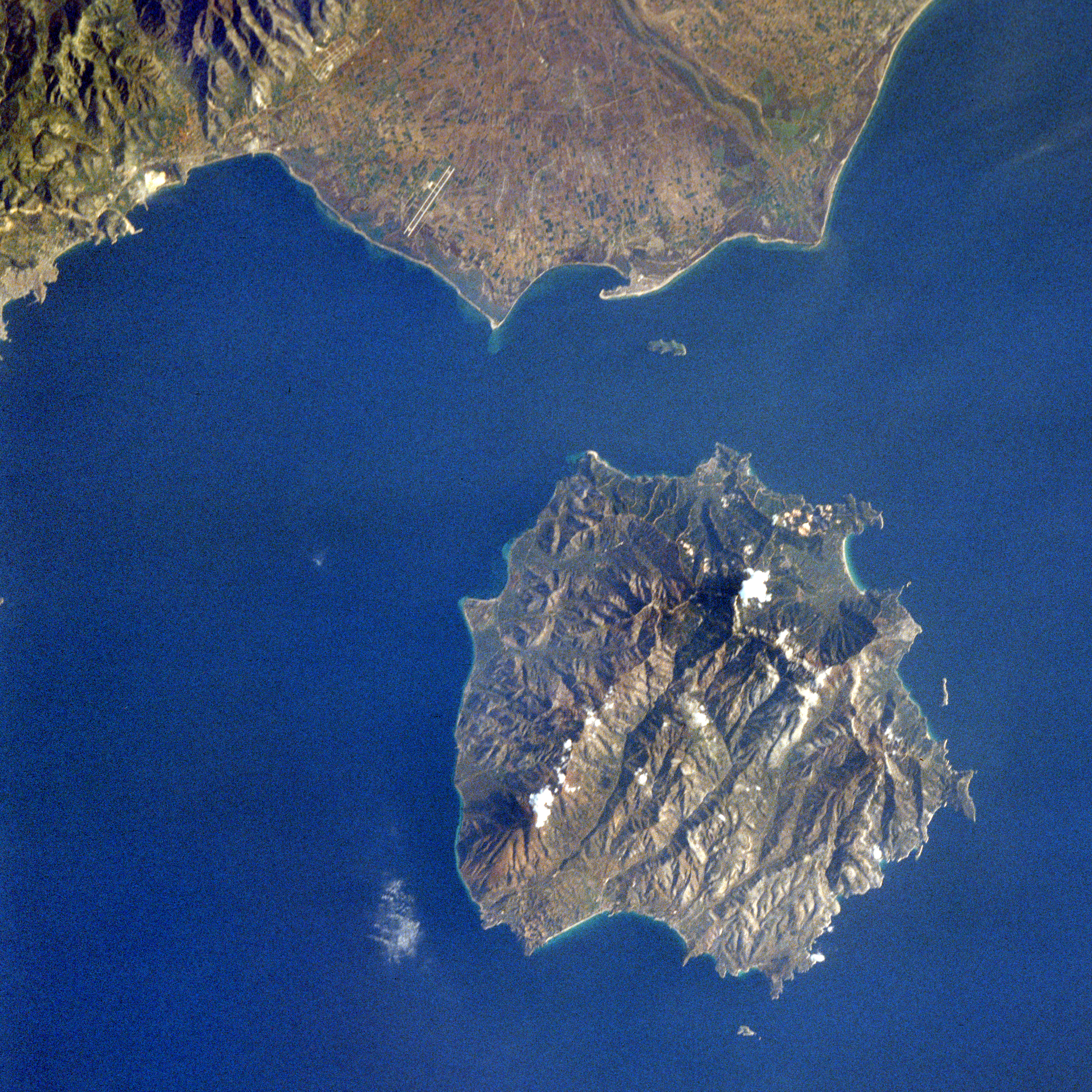
Satellitenbild von Thasos und des nördlichen Festlands mit der kleinen Landzunge, in deren Schutz Keramoti liegt; oben links die Bucht von Kavala

Geographisch zählt die Insel zum östlichen Teil der Region Makedonien. Mit einer Fläche von rund 383,672 Quadratkilometern ist sie die zwölftgrößte Insel Griechenlands.

### Geographische Lage
Die annähernd runde Insel Thasos liegt rund sieben Kilometer südlich der makedonischen Ägäisküste, etwa gegenüber dem Küstenort Keramoti und unweit des Nestos-Deltas. Die Hafenstadt Kavala in der nach ihr benannten Bucht befindet sich gut 20 Kilometer nordwestlich der Insel. Östlich von Thasos erstreckt sich das Thrakische Meer, im Westen der Strymonische Golf, im Süden die offene Ägäis. Die Hauptinsel umgeben kleinere Eilande: Thasopoula (Θασοπούλα) im Nordosten, als relativ größtes mit 0,7 Quadratkilometer Fläche zwischen Thasos und dem Festland. Kinira (Κοίνυρα) im Osten und Panagia (Παναγία) im Süden, mit Flächen von je etwa 0,4 Quadratkilometer und Erhebungen von 60 bis 80 Metern. Kleinere Inseln, wie Gramvousa (Γραμβούσα), Furni (Φούρνοι) und Diapori (Διαπόρι) östlich und Pelagos (Πέλαγος) nach Süden. Nächste größere Ägäisinseln sind Samothraki, Gökçeada (Imbros) und Limnos mit Entfernungen zwischen 60 und 90 km in südöstlicher Richtung.

### Topographie

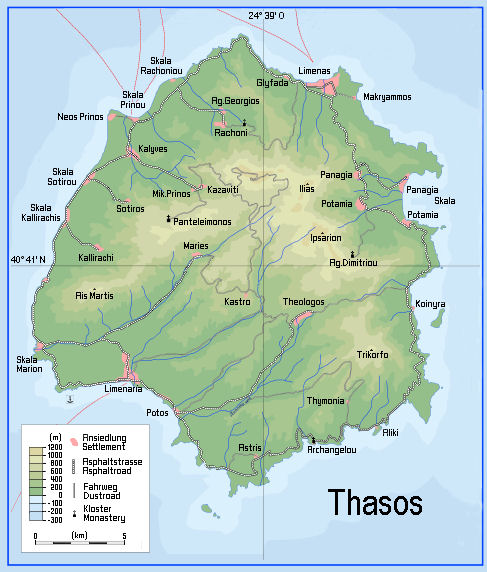
Physische Karte von Thasos

Drei Bergzüge beherrschen die Insel: Der bedeutendste, das Ipsarion-Massiv, erstreckt sich im Nordostteil der Insel als imposantes, nahezu alpines Gebirgsmassiv zunächst in etwa östlicher Richtung vom Tsetsio Rachi (1078 m) über den Toumba (1129 m) und die Dio Kephales (1030 m) zum Profitis Ilias (1108 m), dann nach Südosten über den Spitoudi (1047 m) zum Ipsarion (Ψαριό oder Υψάριο) (1204 m), dem höchsten Berg der Insel, mit dem Tsouknida (1028 m), bis zum Kamenos Vrachos (1078 m) und dem Fanos (744 m). Im Nordwesten des Ipsarion-Massiv setzt das Kathares-Massiv an und erstreckt sich vom Spathi (810 m) über den Kathares (874 m) nach Südwesten bis zum Ais Matis (809 m). Hinzu kommt im Südosten der Insel das Trikorfo-Massiv mit dem Agios Dimitrios (705 m), dem Trikorfo (810 m) und dem Lofio (725 m).

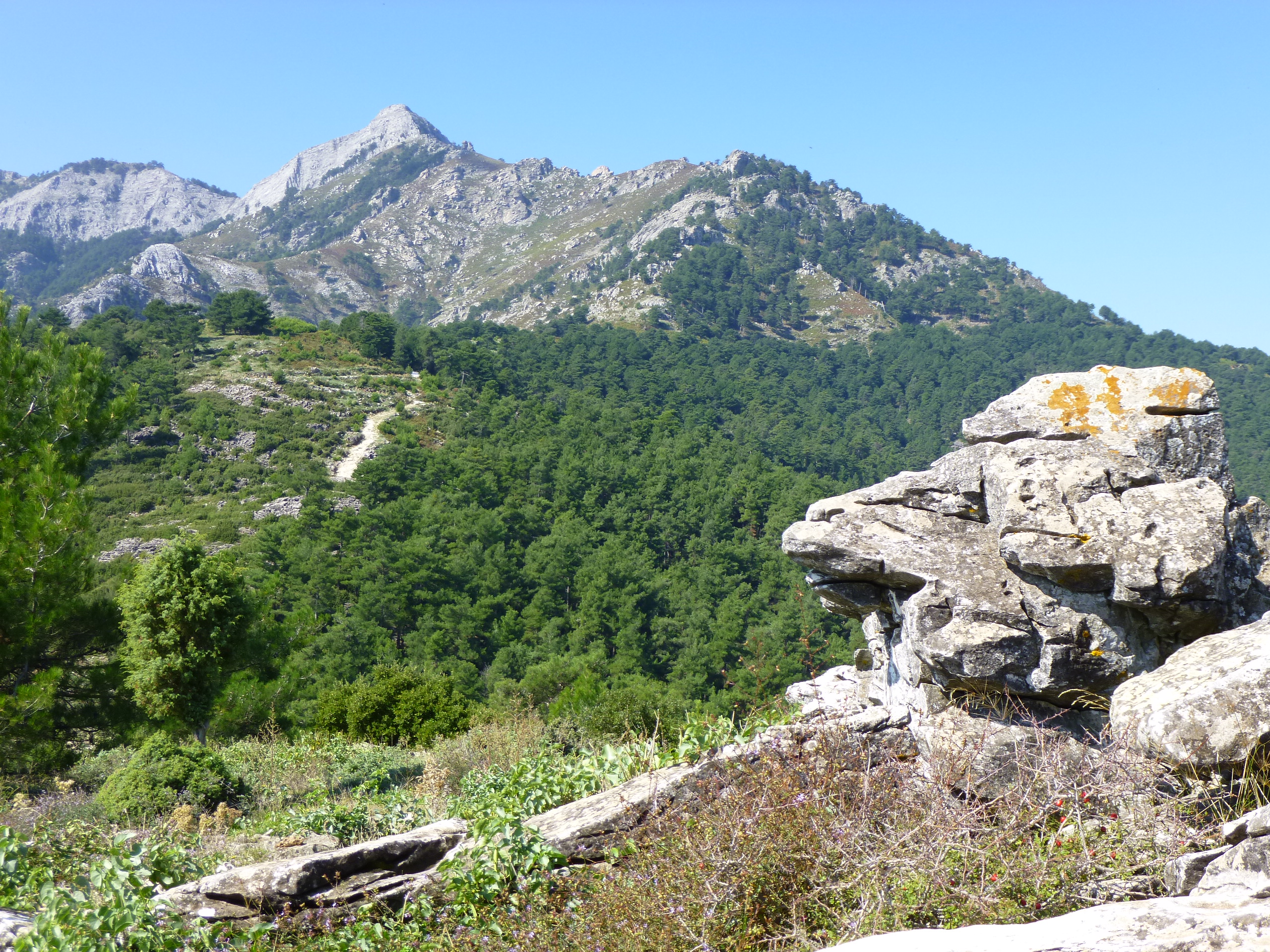
Blick von Osten auf das Ipsarion-Massiv
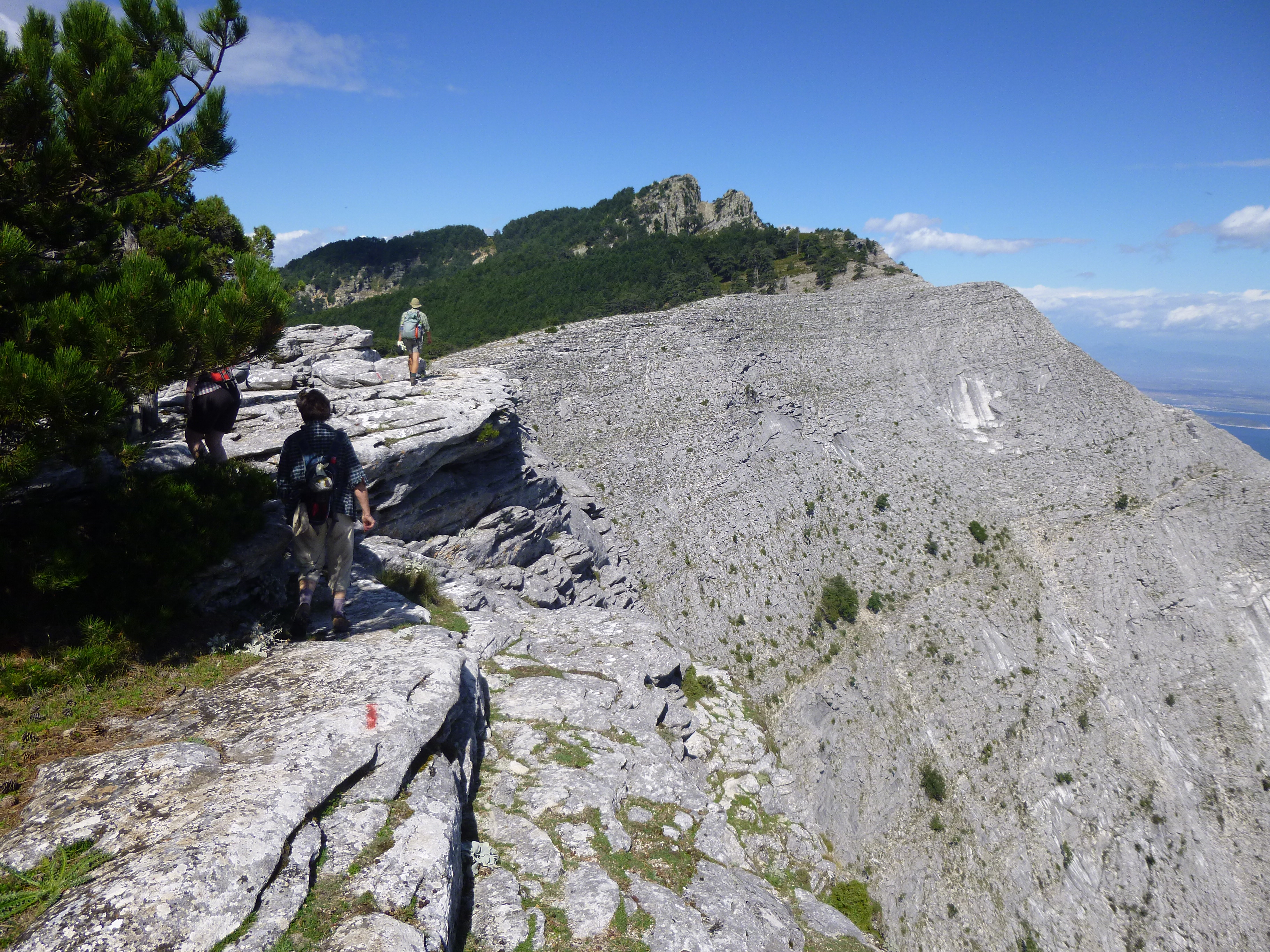
Blick zum Gipfel des Ipsarion
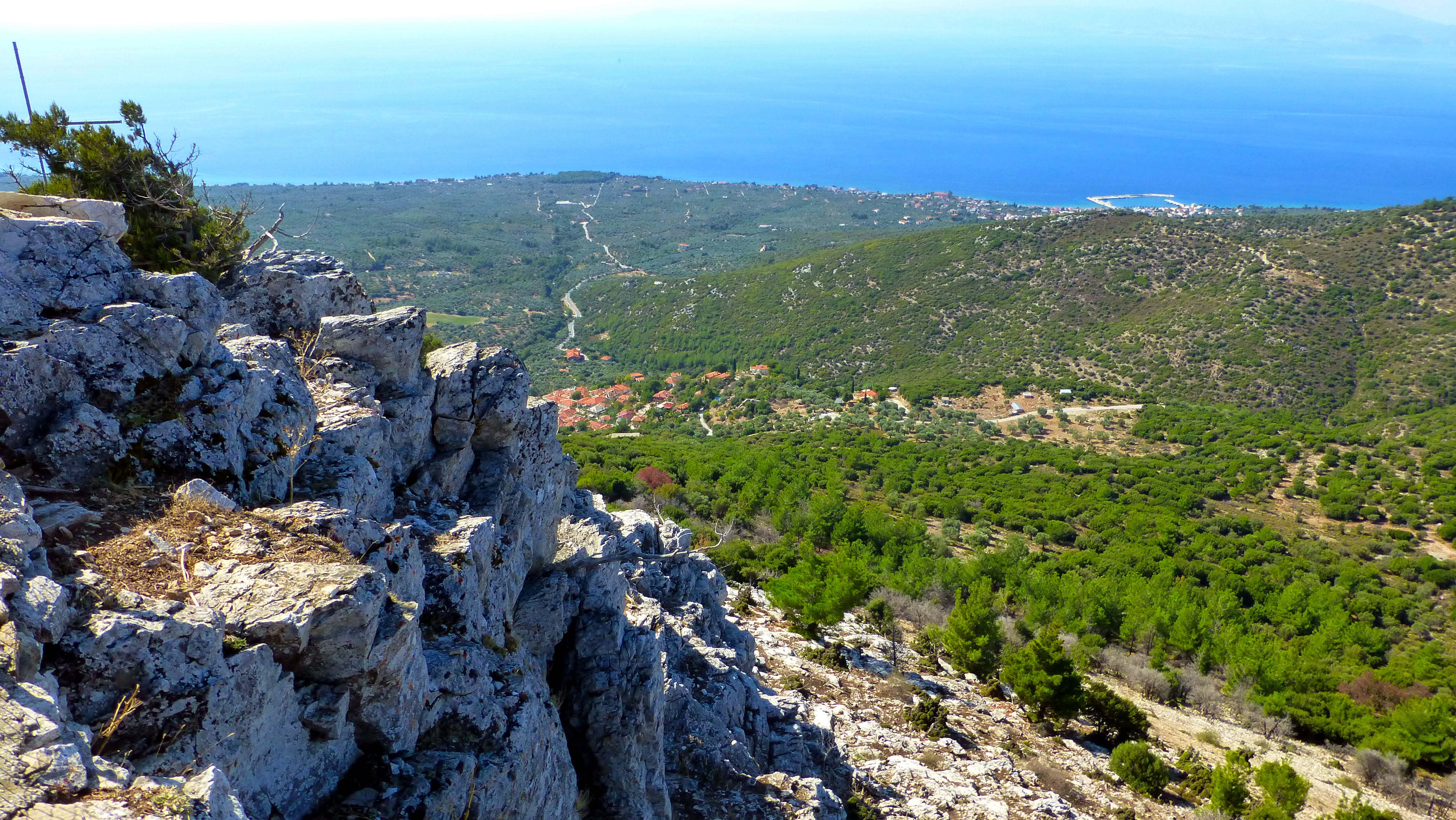
Blick vom Kathares-Massiv auf die Küstenebene

### Flora und Fauna

#### Vegetation

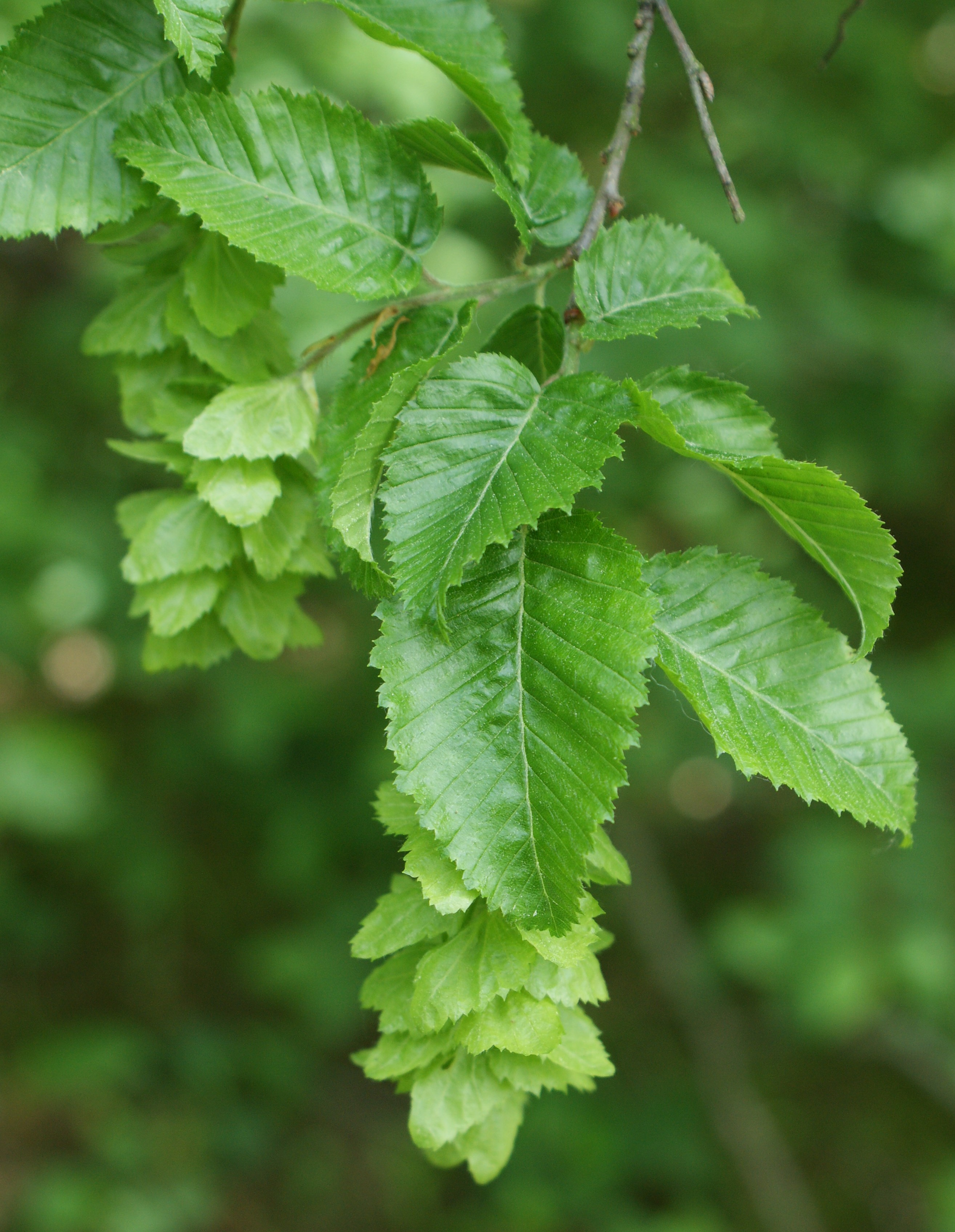
Orientalische Hainbuche

Für die regionale Verteilung der Vegetation ist neben den beeinflussenden Faktoren Geologie, Relief, Wasserversorgung, Beweidung, Brände und Bodenerosion vor allem der Luv-Leeseiten-Effekt von herausragender Bedeutung. Unter diesen Gesichtspunkten teilen sich in Nordgriechenland nicht nur die Insel Thasos, sondern auch die Chalkidiki sowie das im Westen an den Thermäischen Golf angrenzende Ossa-Bergland in zwei deutlich unterscheidbare Hälften, wobei den Norden submediterrane Vegetation mit der Orientalischen Hainbuche (Carpinus orientalis) als Leitgewächs kennzeichnet und den Süden mesomediterrane Gewächse dominieren. Während in Westgriechenland die Westseite der Gebirge der Luvseite entspricht, zeigen die Verhältnisse in der nördlichen Ägäis die feuchteren Bedingungen an den Ostseiten.

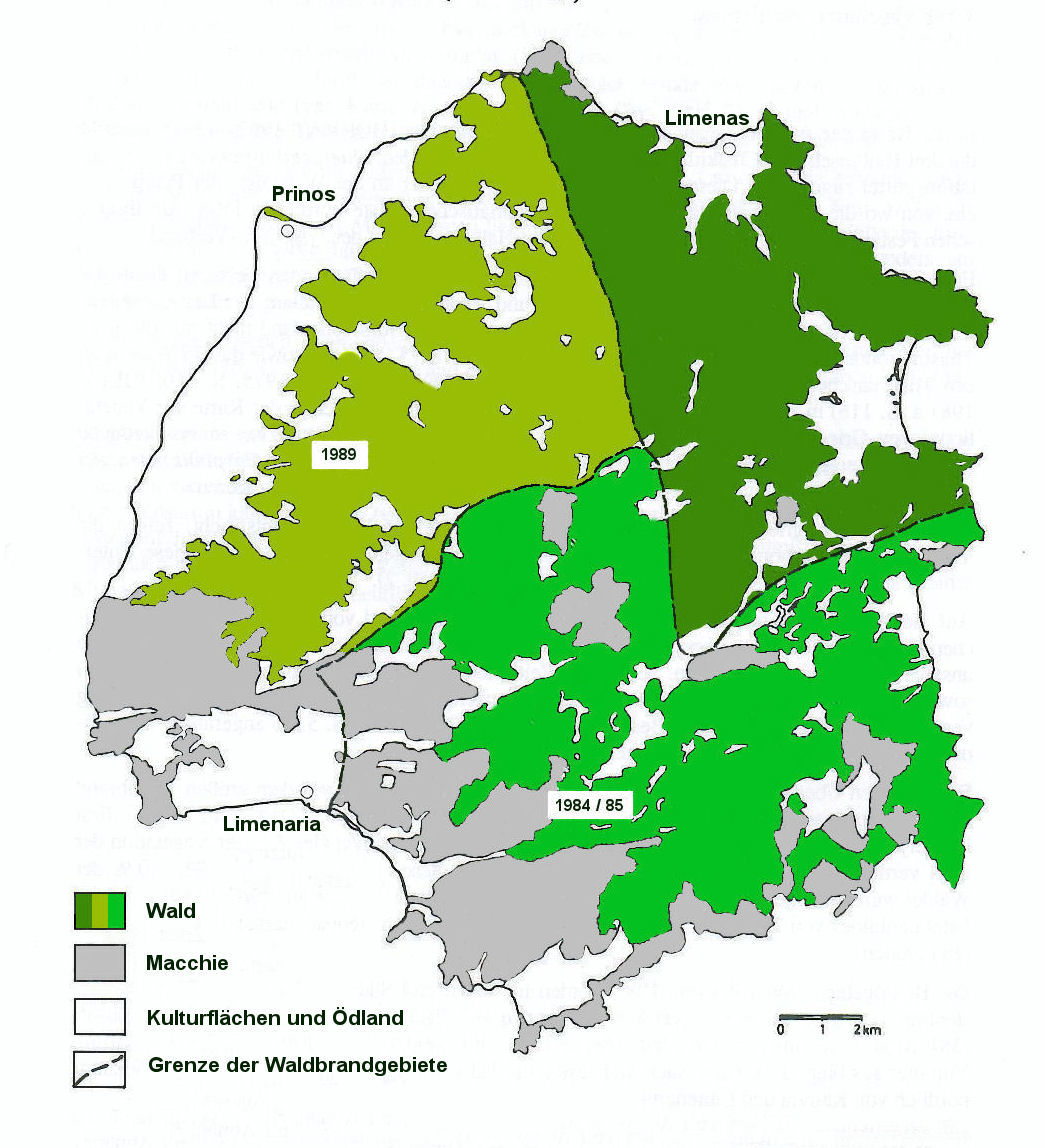
Waldbrände auf Thasos (1984–1989)

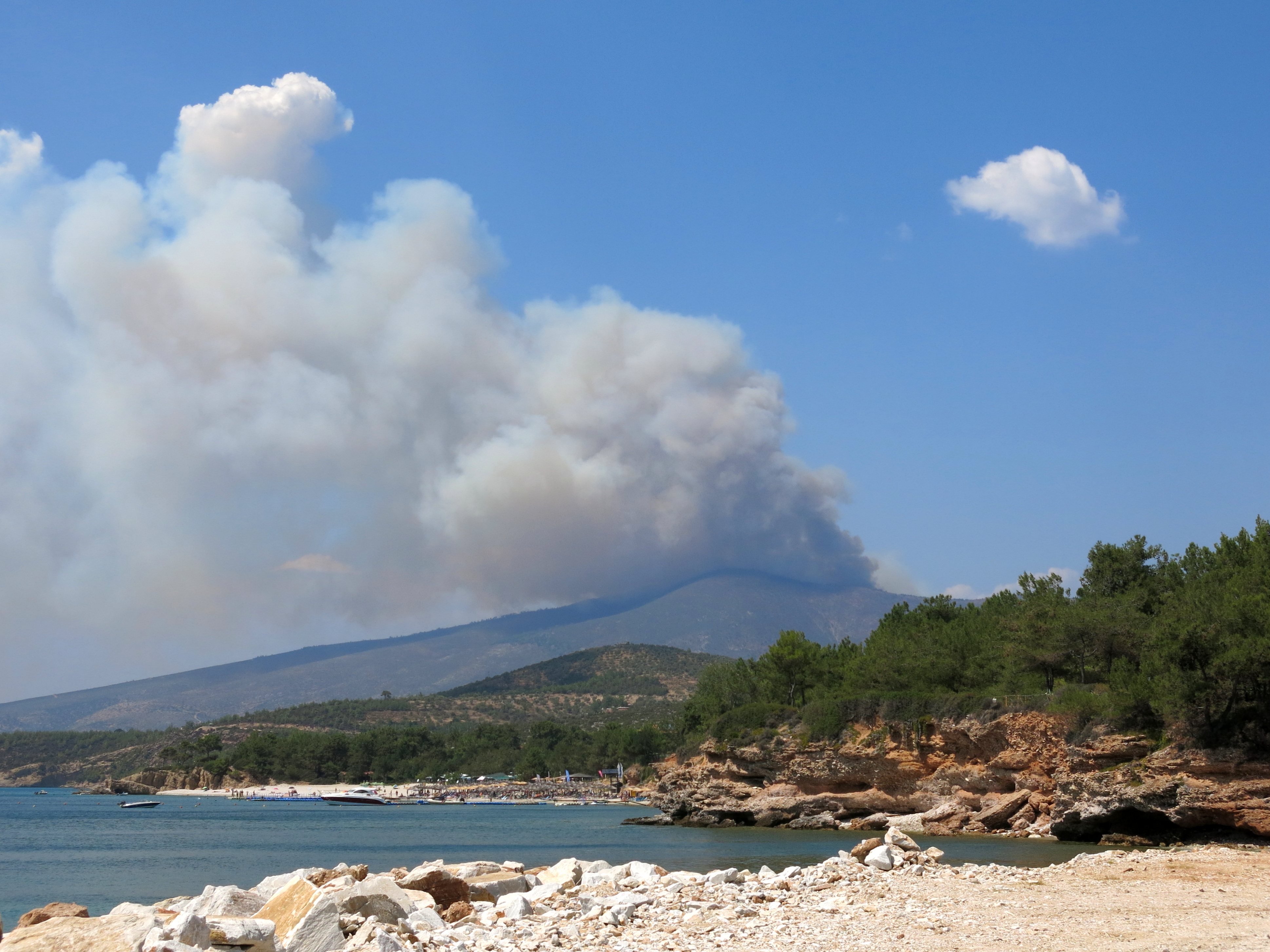
Waldbrand um Kalirachi, Blick aus Potos (2013)

Fast alle bisherigen vegetationskundlichen Erforschungen auf der Insel Thasos sind vor der Mitte der 1940er Jahre erschienen. Seit dieser Zeit haben großflächige Waldbrände sowie nachfolgende Aufforstungsmaßnahmen das pflanzengeographische Gesicht der Insel völlig verändert. Erst in jüngster Zeit (1984, 1985, 1989 und 2016) haben Waldbrände einen Großteil der Vegetation der Insel vernichtet. Etwa 70 % der Inselfläche waren von diesen Bränden betroffen, ca. 60 % der Wälder wurden eingeäschert. Die Prozentangaben sind Schätzungen, die auf der Interpretation des Satellitenbildes von Thasos vom 23. August 1985 sowie auf Beobachtungen in den Folgejahren beruhen. Die Brandgebiete von 1984 und 1985 werden im Osten und Süden weitestgehend von der Küstenlinie begrenzt. Im Norden verläuft die Grenze des Flächenbrandes vom Rücken des Klisidi (581 m) im Osten über die Ortschaft Theologos bis auf 1000 m westlich unterhalb des Ipsarion. Von hier aus biegt die Grenze nach Südwesten ins Tal von Maries ab und reicht bis in den Raum nördlich von Kalivia und Limenaria. Der Waldbrand von 1989 erfasste schließlich das westlich von Limenaria gelegene Tertiärgebiet sowie den gesamten Ais-Matis-Höhenzug. Damit war einerseits auch beinahe das gesamte Tal von Maries betroffen, andererseits auch die nach Nordwesten gerichteten Rücken und Abhänge. Erst knapp südlich von Kap Pachys endet die Nordgrenze des Brandgebietes. Nach Augenzeugenberichten begann der Brand im Norden und wurde durch die stetig wehenden und sich durch die Hitze verstärkenden Nordostwinde im August des Jahres weiter nach Südwesten getragen. Ohne Waldbrandschäden verblieb somit nur noch der Nordostteil der Insel.
400 Hektar Wald und Buschland verbrannten vom 16. bis 17. August 2013 in der Umgebung von Kalirachi.

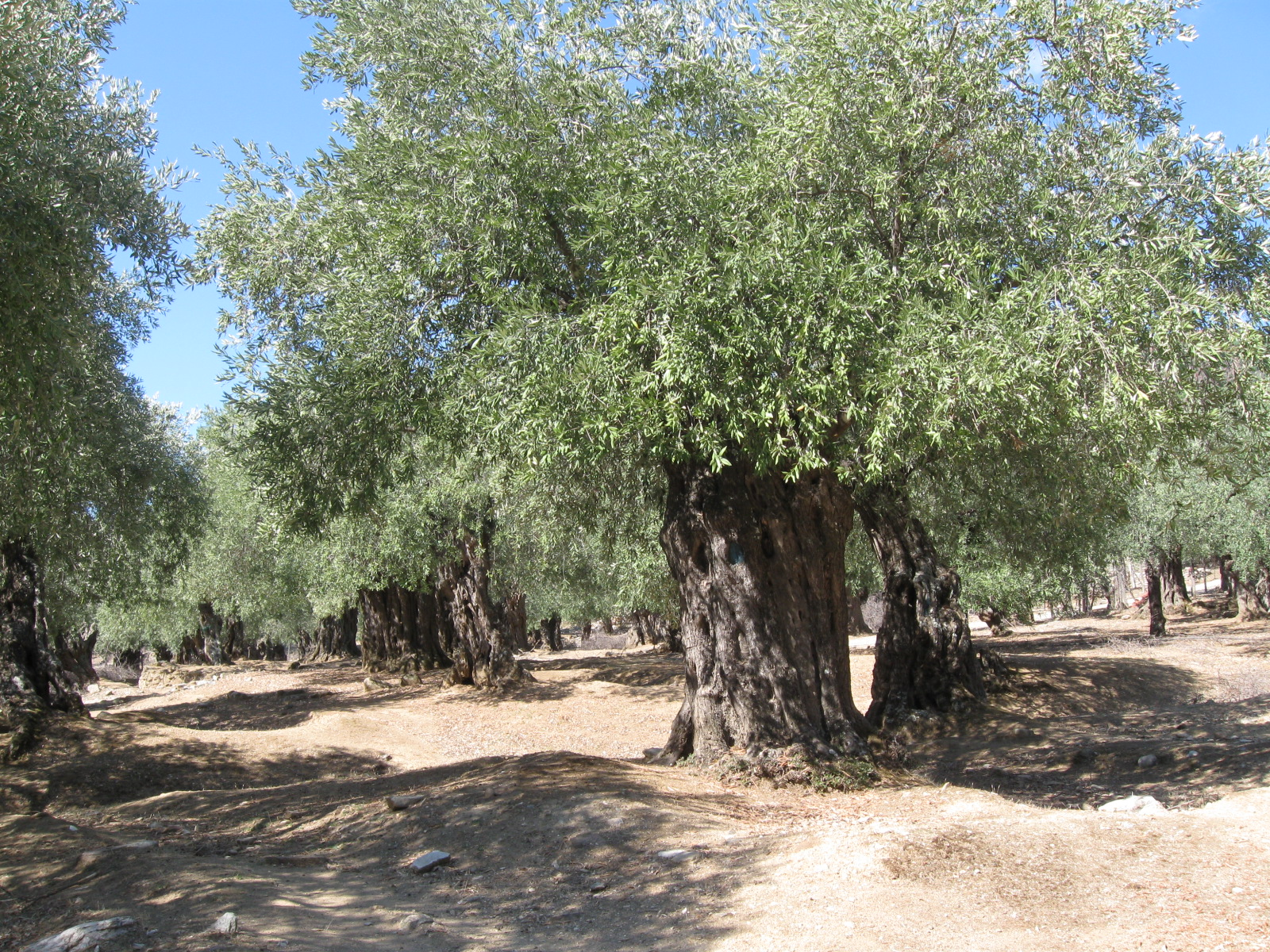
Olivenbäume im Mariestal

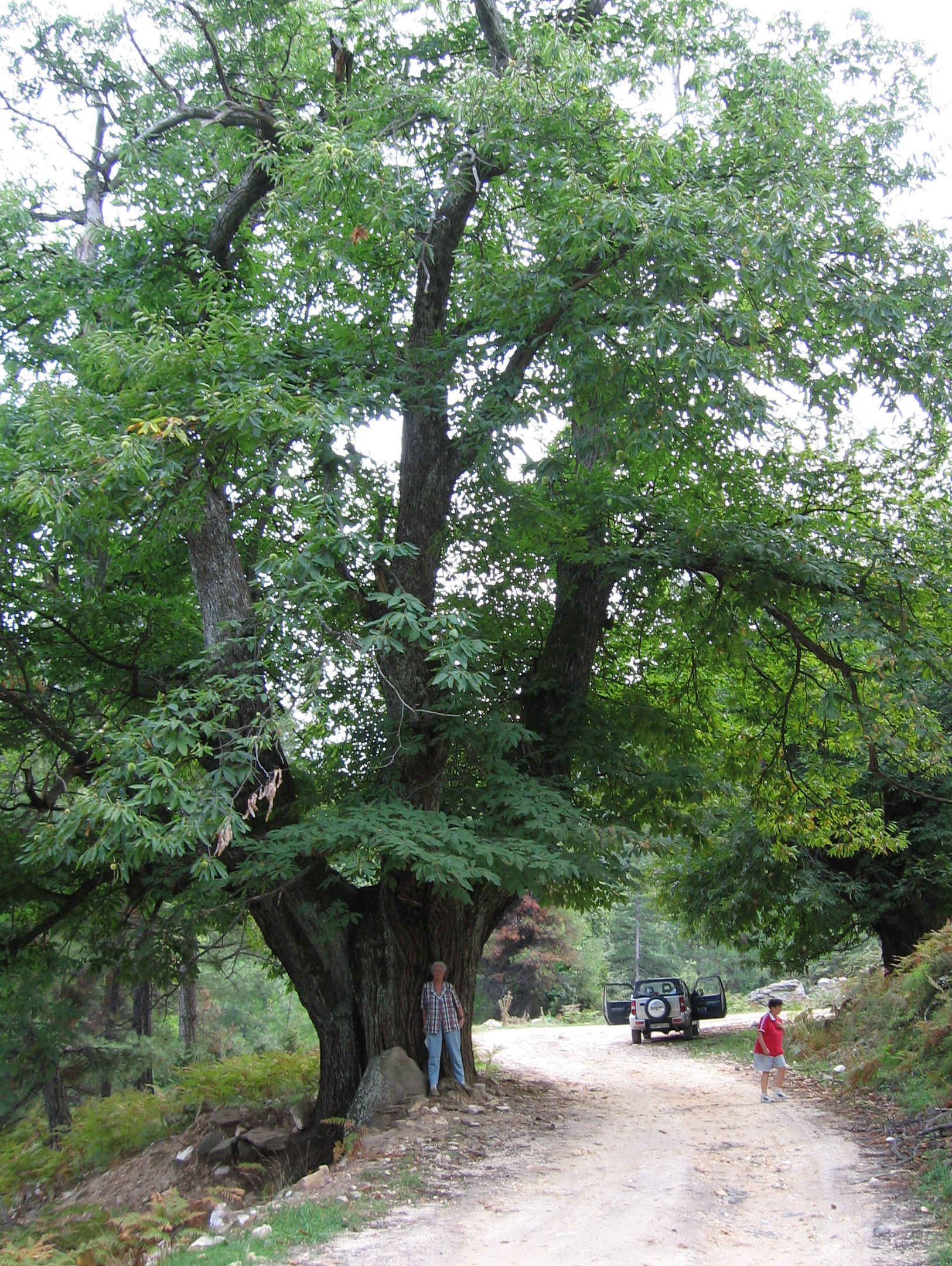
Edelkastanie über dem Ort Panagia

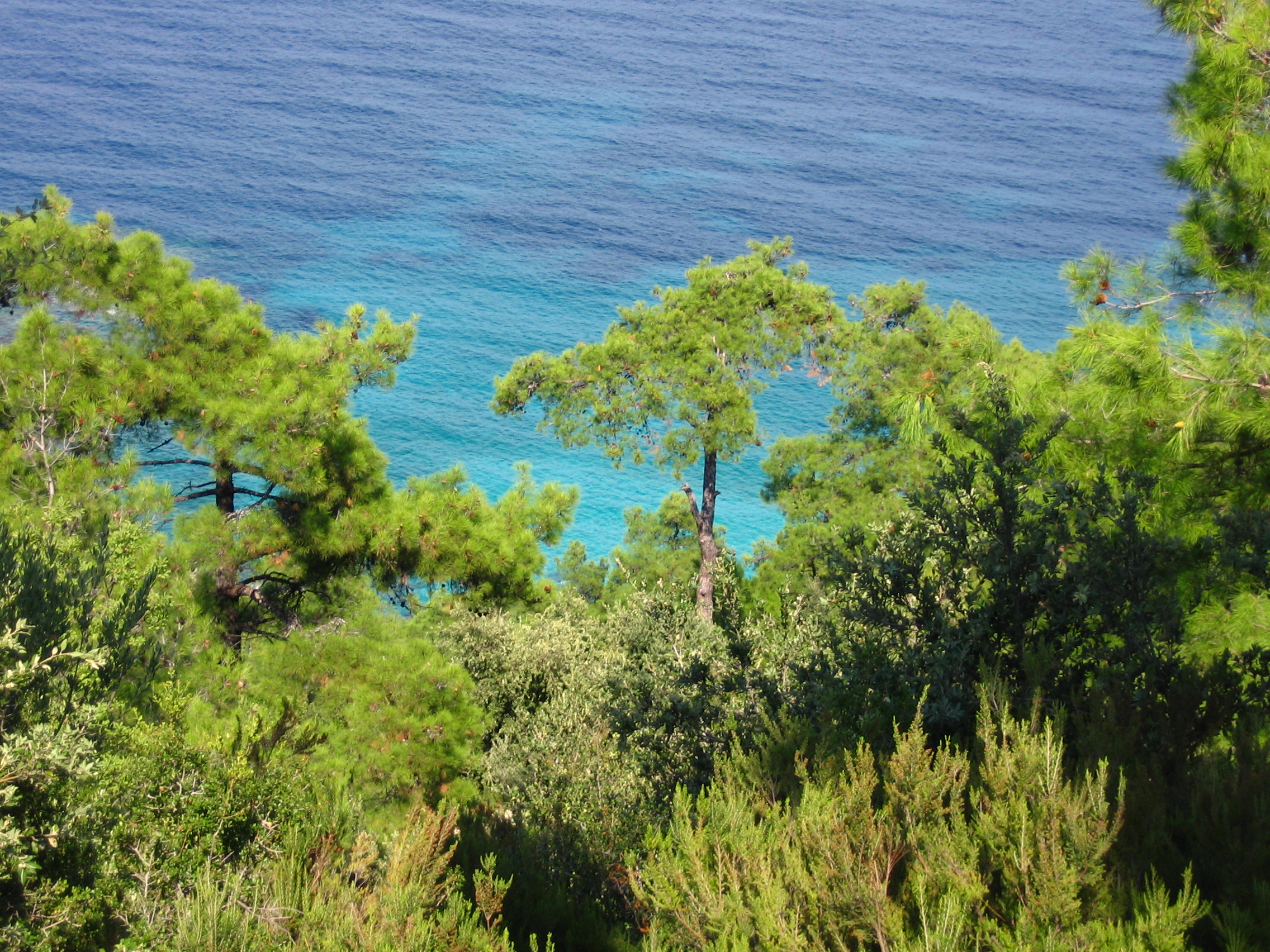
Kalabrische Kiefern, im Vordergrund Baumheiden, über den Marmorklippen nahe dem antiken Steinbruch Fanari

Die nachfolgend beschriebenen vegetationsgeographischen Verhältnisse beruhen auf Aufnahmen vor 1989 und stimmen, zumindest was den Südwestteil der Insel betrifft, nur noch bedingt mit den derzeitigen Verhältnissen überein. Im Südwesten der Insel ist neben den nun größtenteils verbrannten Waldbeständen von Kalabrischer Kiefer (Pinus brutia) die weitgespannte Macchienbedeckung auffallend, die etwa im Bereich des Tertiärgebietes Skepasto (westlich von Limenaria), aber auch an den Westabhängen des Ais Matis verbreitet ist und hier bei etwa 600 m in einen jungen Föhrenwald übergeht. Taleinwärts, im Tal von Maries stellen sich intensiv bewässerte Ölbaumhaine ein, die bis in eine Höhe von ca. 400 m reichen. Die Ölbaumkulturen oberhalb des Ortes Maries (330 m) sind allerdings aufgelassen und von Macchie überwuchert.

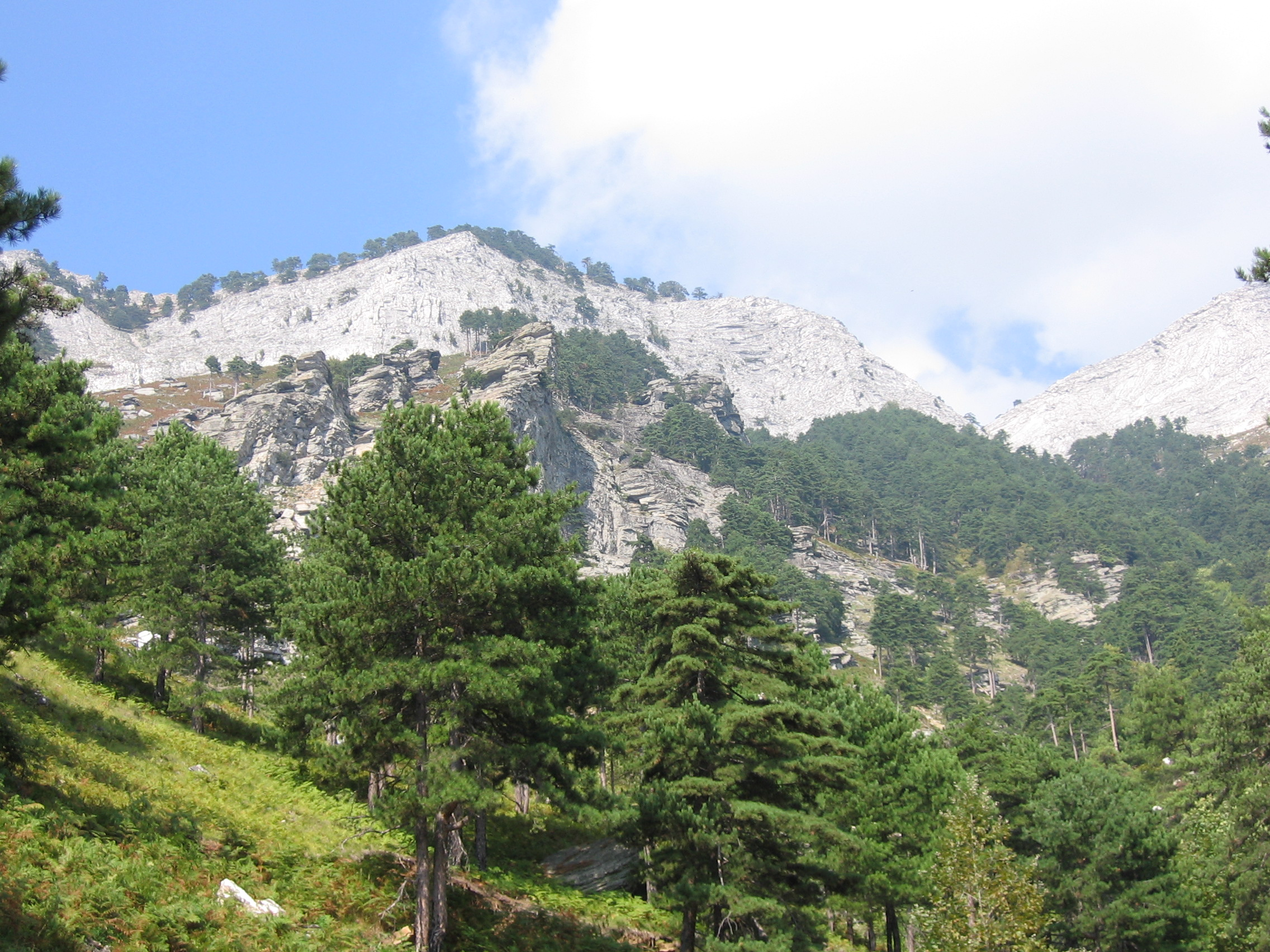
Blick von oberhalb Potamia zum Spitoudi: Kalabrische Kiefer im Vordergrund, Adlerfarne als Unterwuchs, rechts hinten vor dem Marmorabbruch Schwarzkiefer-Bestände

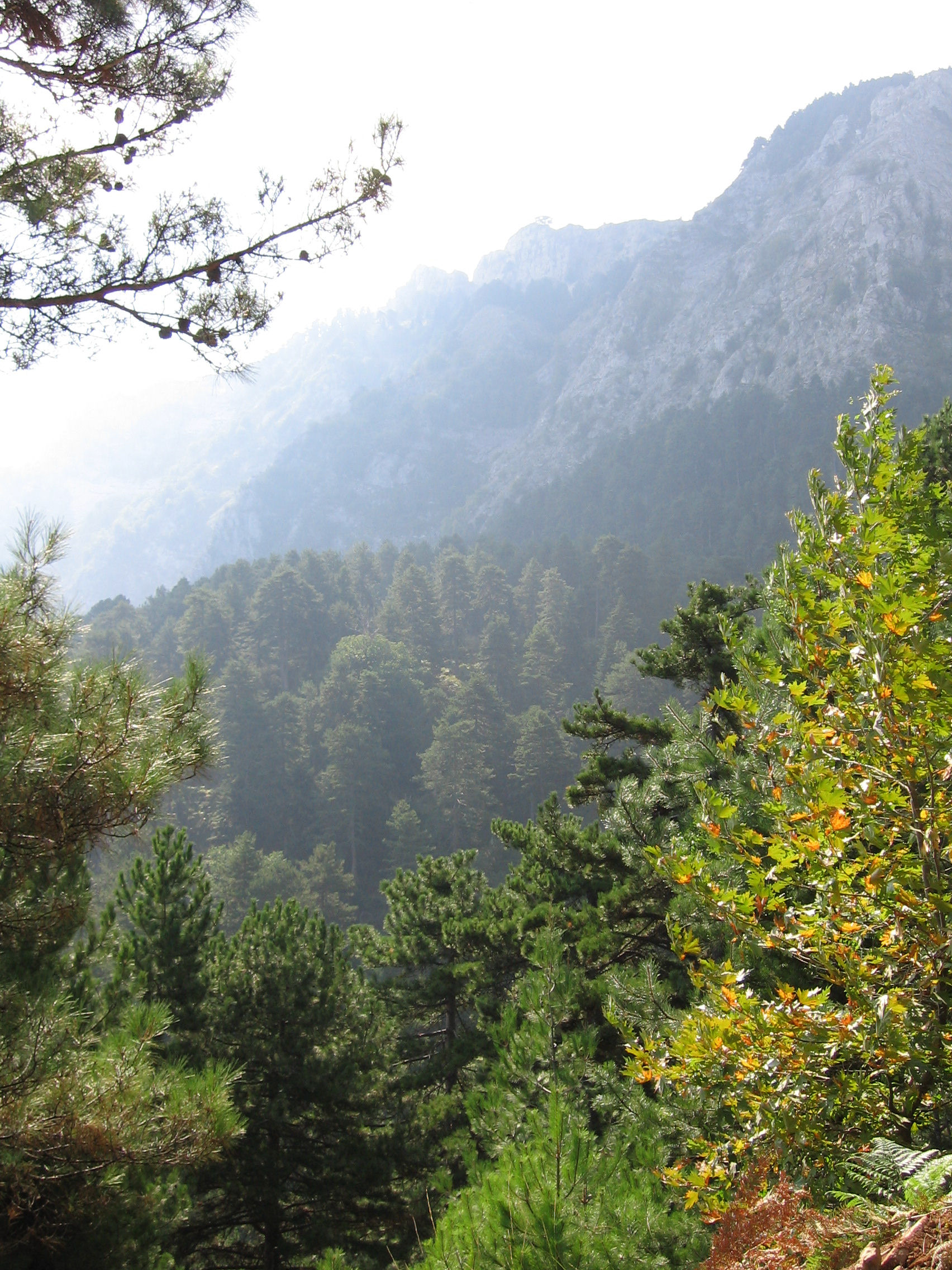
Blick von oberhalb Potamia auf das Ipsarion-Massiv mit Kalabrischen Kiefern, rechts im Vordergrund die Morgenländische Platane

Echter Ölbaum (Olea europea) spielt auf Thasos nicht nur als eumediterrane, küstennahe Zeigerpflanze eine Rolle, sondern hat auch eine große wirtschaftliche Bedeutung. Unterhalb von 150 m Seehöhe sind in meernahen Bereichen des Tales von Maries die Macchie und die Strauchheidenformation (Garrigue) vergesellschaftet. In der Vegetationszone bis Maries finden sich wesentliche eumediterrane Florenelemente wie der Westliche Erdbeerbaum (Arbutus unedo), der Östliche Erdbeerbaum (Arbutus andrachne), die Steineiche (Quercus ilex), der Oleander (Nerium oleander), der Echte Ölbaum, die Immergrüne Rose (Rosa sempervirens), die Schmalblättrige Steinlinde (Phillyrea angustifolia), der Echte Lorbeer (Laurus nobilis), der Gewöhnliche Judasbaum (Cercis siliquastrum) und natürlich die omnimediterrane Kermeseiche (Quercus coccifera). Als submediterranes Element ist die Manna-Esche (Fraxinus ornus) eingestreut. Etwa ab 360 m bereichern Erica manipuliflora, der Wacholder Juniperus deltoides, Breitblättrige Steinlinde (Phillyrea latifolia) sowie die Flaumeiche (Quercus pubescens) die Artenvielfalt. Bei 380 m nimmt der Anteil an Kalabrischer Kiefer stark zu, den Unterwuchs dominieren die Baumheide (Erica arborea) und der Östliche und Westliche Erdbeerbaum. Bei 420 m enden die Bestände von Erdbeerbaum, Steineiche und Steinlinde. Die Grenze des Hartlaubwaldes am Ipsarion wird in einer Höhe von 400 bis 500 m angenommen. Ab ca. 500 m wird die Schwarzkiefer (Pinus nigra subsp. pallasiana) bestandsbildend, der zunehmend artenärmere Unterwuchs wird dominiert von Baumheide und Quirlblättriger Heide (Erica manipuliflora). Bei 600 m werden die Heiden im Unterwuchs durch Adlerfarn (Pteridium aquilinum) ersetzt. Die Bulgarische Tanne (Abies borisii-regis) tritt in Höhen über 800 m nur vereinzelt auf. Früher scheint sie auf Thasos deutlich stärker verbreitet gewesen zu sein. Bis auf den höchsten Grat des Ipsarion-Massivs (über 1000 m) finden sich noch mächtige, flachwachsende Schwarz-Kiefern. Entlang der Bäche und Rinnen finden sich ohne deutliche Verbreitungsamplitude die feuchtigkeitsliebende Edelkastanie (Castanea sativa) sowie die Morgenländische Platane (Platanus orientalis) in vielen prächtigen Exemplaren.
Der Nordostteil der Insel ist nicht nur durch die Luvposition hygrisch begünstigt. Aufgrund der Wechsellagerung von wasserstauenden und wasserdurchlässigen Schichten am Nordostabfall des Gebirges sind Quellsäume gegeben, die zusätzlich für eine andauernde Befeuchtung entlang der Kerben sorgen. Der Küstenhof der Bucht von Potamia wird von einer ausgedehnten Ölbaumflur dominiert, die bei Panagia bis auf 200 m, bei Potamia bis auf 250 m den Hang hinaufzieht. Allerdings werden auch hier die höchsten Bereiche teilweise nicht mehr genutzt. Kermeseiche, Immergrüne Wildrose und Gewöhnlicher Judasbaum sind in diesen Höhenlagen typische Macchienvertreter. Daneben fällt auf, dass Flaum-Eiche, Europäische Hopfenbuche (Ostrya carpinifolia) und Zwerg-Holunder (Sambucus ebulus) bereits bei 60 m auftreten. Daneben reicht auch die Steineiche tief in den Küstenhof hinein und verzeichnet ein oberes Verbreitungsende bei 470 m. Zwischen 150 und 220 m stellt sich eine besondere Häufung von immergrünen und sommergrünen Eichen-Arten ein, die durch Orientalische Hainbuche (Carpinus orientalis), Sommerlinde (Tilia platyphyllos) und Edelkastanie ergänzt werden. Ab 200 m nehmen die Waldflächen stark zu, und die Heidekrautgewächse sowie Steineiche und Kermeseiche sind nur noch im Unterwuchs der teilweise lockeren Kiefernbestände vorhanden.
Im Südwesten der Insel ist im Gegensatz dazu der Mastixstrauch (Pistacia lentiscus) in der Macchie verbreitet, so dass in einem Gürtel von bis zu 150 m die Assoziation Oleo europaeae-Pistacietum lentisci vorliegt, der die im Nordosten vorhandenen submediterranen Elemente fehlen. Somit zeigt sich eine sehr deutliche Gegensätzlichkeit zwischen den beiden Inselbereichen, wobei, ausgedrückt durch die Unterschiede in der Vegetation, die Südwestseite die trockeneren, die Nordostseite die humideren Verhältnisse aufweist. Abgesehen von den Unterschieden in den eumediterranen Gehölzen, werden durch das Fehlen von malakophyllen Eichenvertretern und anderen laubwerfenden Arten im Südwesten der Insel die trockeneren Verhältnisse der Leeseite ebenfalls bestätigt.
Neben den bereits erwähnten klimatologischen und hydrologischen Ursachen für die markanten Vegetationsunterschiede ist auch die in den Subtropen äußerst hohe Strahlungsaufnahme in den Südexpositionen von großer Bedeutung. Es darf aber auch nicht außer Acht gelassen werden, dass Thasos einen alten Kulturraum darstellt, in dem sicherlich durch Bewirtschaftung in Bereichen günstiger Reliefvoraussetzungen wie zum Beispiel im Südwesten der Insel über Viehverbiss und Bodenerosion verstärkte Degradation der Landschaft und damit verbunden auch eine anthropogen bedingte Akzentuierung der bereits ursprünglich trockeneren Verhältnisse eingetreten ist.

#### Fauna
Vögel

Von 442 in Griechenland festgestellten Vogelarten war es möglich, bis 1997 auf der Insel Thasos und dem umliegenden Meeresbereich etwa 200 Spezies zu orten, wovon ein hoher Anteil auf durchziehende oder überwinternde Vögel entfällt. 74 Arten galten als Inselbrüter.
Nach jüngeren Erkenntnissen kamen bis 2008 weitere 15 beobachtete Arten hinzu: Als bisher auf Thasos nicht bekannte Vogelarten konnten in Olivenhainen um Limenas fächerschwänzige Grasmücken und 1989 gelegentlich durchziehende Eleonorenfalken und niedersitzende Populationen von Grauortolanen beobachtet werden. Im September 1993 wird von Felsenschwalben über der Stadt Limenas berichtet. Singschwäne waren in gelegentlichen Kälteperioden an den Küsten rund um die Insel und vor Potos beobachtet worden. In den vergangenen Jahren waren voneinander unabhängig von mehreren Besuchern Adlerbussarde, Kurzfangsperber, Schwarzmilane und kleine Regenpfeifer gemeldet worden. Außerdem wurde 2004 die Stockente im Hafen von Limenas festgestellt und auf die Artenliste gesetzt. Bei Skala Marion konnten im September 2004 wiederum Regenpfeifer geortet werden. Weihen kamen ebenfalls auf die Liste, von denen mehrere in einer Kälteperiode auf der Insel gesichtet wurden. Über dem Ipsarion wurden ein Paar von Raben angegriffene Steinadler fotografiert und eine Gruppe von fünf Schwarzstörchen über dem Berg gesichtet; auch Misteldrosseln konnten beobachtet werden. Habichte traten an verschiedenen Stellen der Insel auf.
Die Liste der nachgewiesenen Inselbrüter erweiterte sich bis 2008 auf 77 Vogelarten. Es wurden beobachtet: Mauerläufer am Ipsarion und an den Mauern der byzantinischen Siedlung von Kastro; Fahlsegler bei Panagia, etwa 30 Paare Bienenfresser am Maries-Bach, ein Paar Baumfalken in den Kiefernwäldern nahe Makryammos und Felsenschwalben in Höhlen bei Limenaria. Außerdem wird berichtet von kleinen Regenpfeifern und von Haussperlingen als auf der Insel weitverbreitete Vogelart. Auf der Insel Panagia wurden Gelbfußmöwen und Mittelmeer-Sturmtaucher festgestellt, an den Küstenkliffs im Südosten der Insel ein Paar Eleonorenfalken. Die Feststellung der Mittelmeer-Sturmtaucher-Population führte für die Insel zu der Erklärung der Important Bird Area (IBA). Auch die etwa 250 Kormorane in ihrer Kolonie auf der kleinen Insel Panagia (Thasos) zählen wahrscheinlich zu den Inselbrütern. Bei Skala Potamias brüten in untypischem Habitat Zippammern.
Britische Beobachter berichteten 1995 bis 2004 von zahlreichen weiteren, bisher nicht gelisteten Vogelarten: Buntspecht; Zwergadler; Silberreiher, Habicht, Grasmücke, Karmingimpel, Buntspecht; Buntspecht; Baumläufer. Mitglieder der Griechischen Ornithologischen Gesellschaft beobachteten zwei bis vier Habichtsadler in den südlichen Bergen der Insel (September 2003).
Amphibien

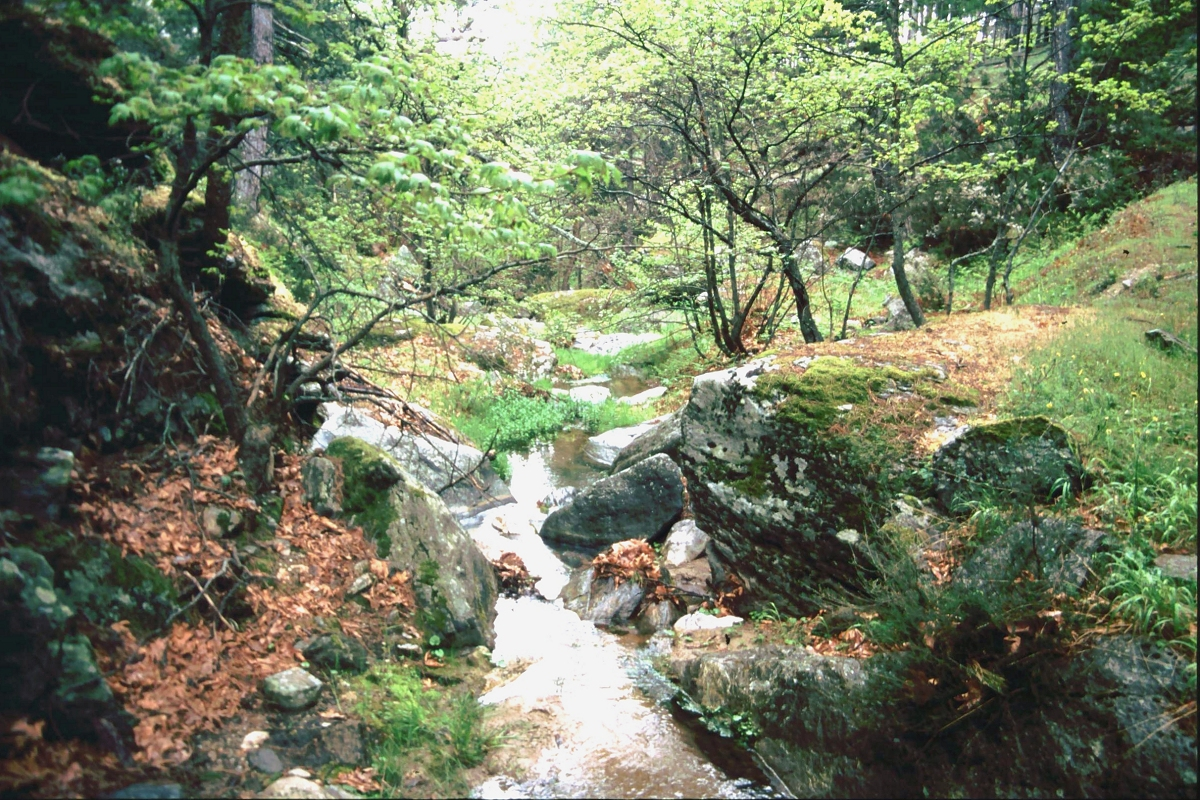
Abschnitt eines Quellbachs oberhalb von Maries

Die Mittelmeer-Erdkröte besiedelt Täler mit zum Teil nur temporär wasserführenden Bächen, wie die von Prinos und Maries, sowie bachnahe Biotope. Auch Pinienwälder werden nicht von ihr gemieden. Gelegentlich ist die Erdkröte in Dorfkernen, so in Prinos nachgewiesen worden. Stellenweise kommt die südliche Erdkröte syntop mit der Wechselkröte, vor allem aber mit dem Springfrosch, vor.
Weit verbreitet auf Thasos ist die Wechselkröte. Laichplätze bieten die in den feuchteren Tälern vorhandenen Bäche, auch wenn diese oft nur temporär Wasser führen. Durch ihre Anpassung auch an steppenhafte Biotope ist es ihr möglich, sich selbst in kleinsten verbleibenden Wasseransammlungen noch zu vermehren. Nach den großen Bränden war die Wechselkröte die erste Amphibienart, die die verbrannten Biotope wieder zu besiedeln begann. Die Wechselkröte hält auf Thasos keine permanente Winterstarre. Selbst nach Schneefall und oft mehrere Tage anhaltenden Frostperioden erscheinen die Wechselkröten auch im tiefsten Winter, sobald Regen aufkommt und die Temperaturen wieder ansteigen. Europäischer Laubfrosch, Seefrosch und Springfrosch besiedeln auf Thasos überwiegend Biotope in Bachnähe, die Waldcharakter aufweisen. Hierdurch unterscheiden sie sich von der Wechselkröte, die vorwiegend in Biotopen mit steppenhaftem Charakter vorkommt. Sie nutzen auch Täler mit zum Teil nur temporär Wasser führenden Bächen (Prinos, Maries und weitere) oder schwach durchströmte Kolke.
Bei der sechsten, in der Artenliste der Europäischen Amphibien- und Reptilienfauna auf Thasos aufgelisteten, Amphibienart handelt es sich um den Griechischen Frosch, der auf der Insel nachgewiesen werden konnte.
Reptilien

Aus der Familie der Schildkröten sind auf Thasos die Griechische Landschildkröte, Maurische Landschildkröte, Breitrandschildkröte, Europäische Sumpfschildkröte und Kaspische Bachschildkröte vertreten. Hinzuzufügen ist die Westkaspische Schildkröte, die ebenso wie die Kaspische Bachschildkröte auf Thasos einem besonderen Status gemäß der EU-Direktive 92/43/EEC unterliegt.
An Geckos und Schleichen konnten Ägäischer Nacktfinger, Europäischer Halbfinger, Blindschleiche und Scheltopusik oder Panzerschleiche nachgewiesen werden. Bestätigt sind außerdem die Östliche Smaragdeidechse und das Europäische Schlangenauge.
Aus der Familie der Blindschlangen ist gelegentlich das Blödauge, meist beim Umdrehen von Steinen zu finden. Dort lebt die maximal 30 cm lange Wurmschlange meistens in räumlicher Nähe zu Ameisenstaaten. Die Hauptnahrung der Wurmschlange bilden Ameisenpuppen. Die nicht giftige Schlange besitzt einen verdickten Schwanz, der mit einem Abwehrstachel versehen ist.
Die ungiftige Springnatter ist eine der größten auf Thasos siedelnden Schlangen. Sie kann eine Länge von mehr als 250 cm erreichen. Nicht selten kommen auf Thasos große Weibchen auf einen Körperdurchmesser von fünf Zentimeter. Typischerweise besiedelt sie hier gebüschdurchsetzte, trockene Geröllhalden. Sie dringt aber auch in Siedlungen ein, wenn Legesteinmauern vorhanden sind. Da für die Springnatter günstige Biotoptypen auf Thasos weit verbreitet sind, ist die Springnatter in allen Inselteilen verbreitet. Springnattern wurden unter anderem im Tal von Prinos, bei Theologos und oberhalb von Panagia beobachtet. Wenn Springnattern in die Enge getrieben oder ergriffen werden, setzen sie sich durch heftiges Beißen zur Wehr. Aus der Familie der Nattern finden sich zudem auf der Insel Schlanknatter, Vierstreifennatter, Leopardnatter, Eidechsennattern, Balkanringelnatter und Sandotter.

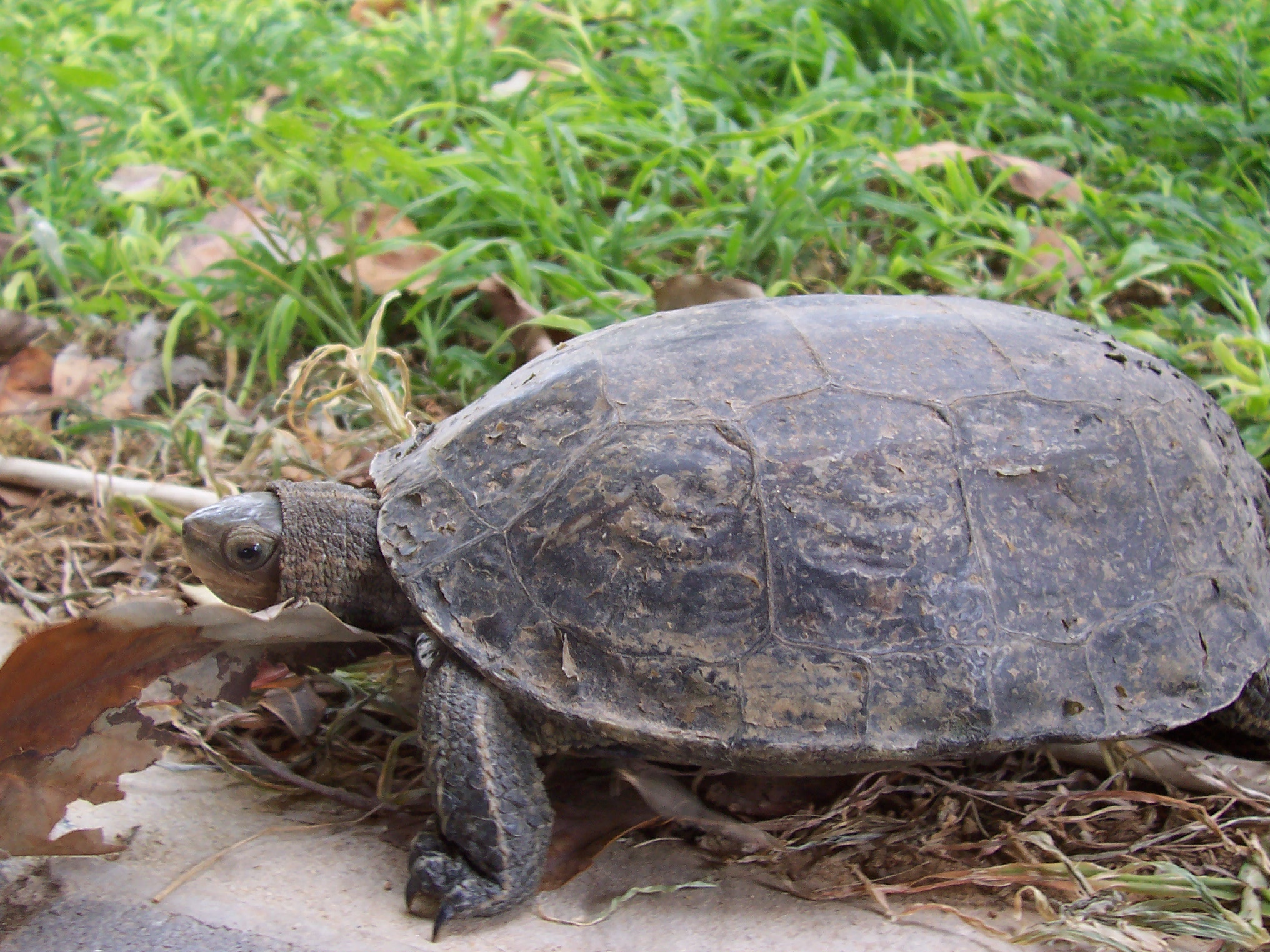
Kaspische Bachschildkröte
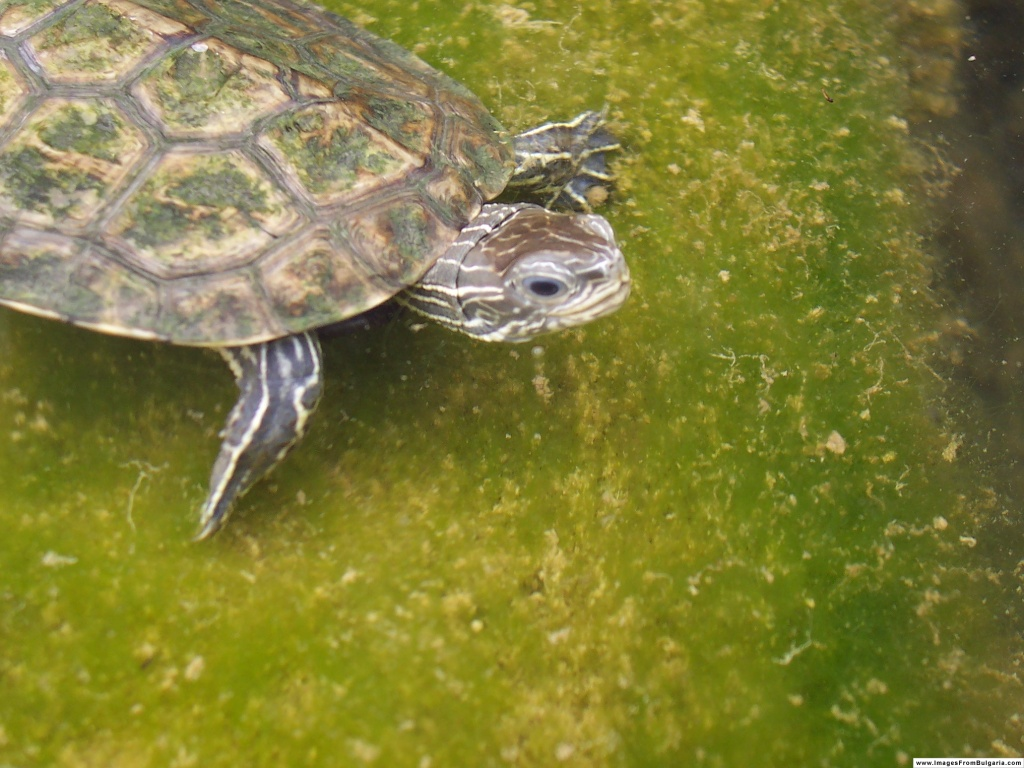
Westkaspische Schildkröte
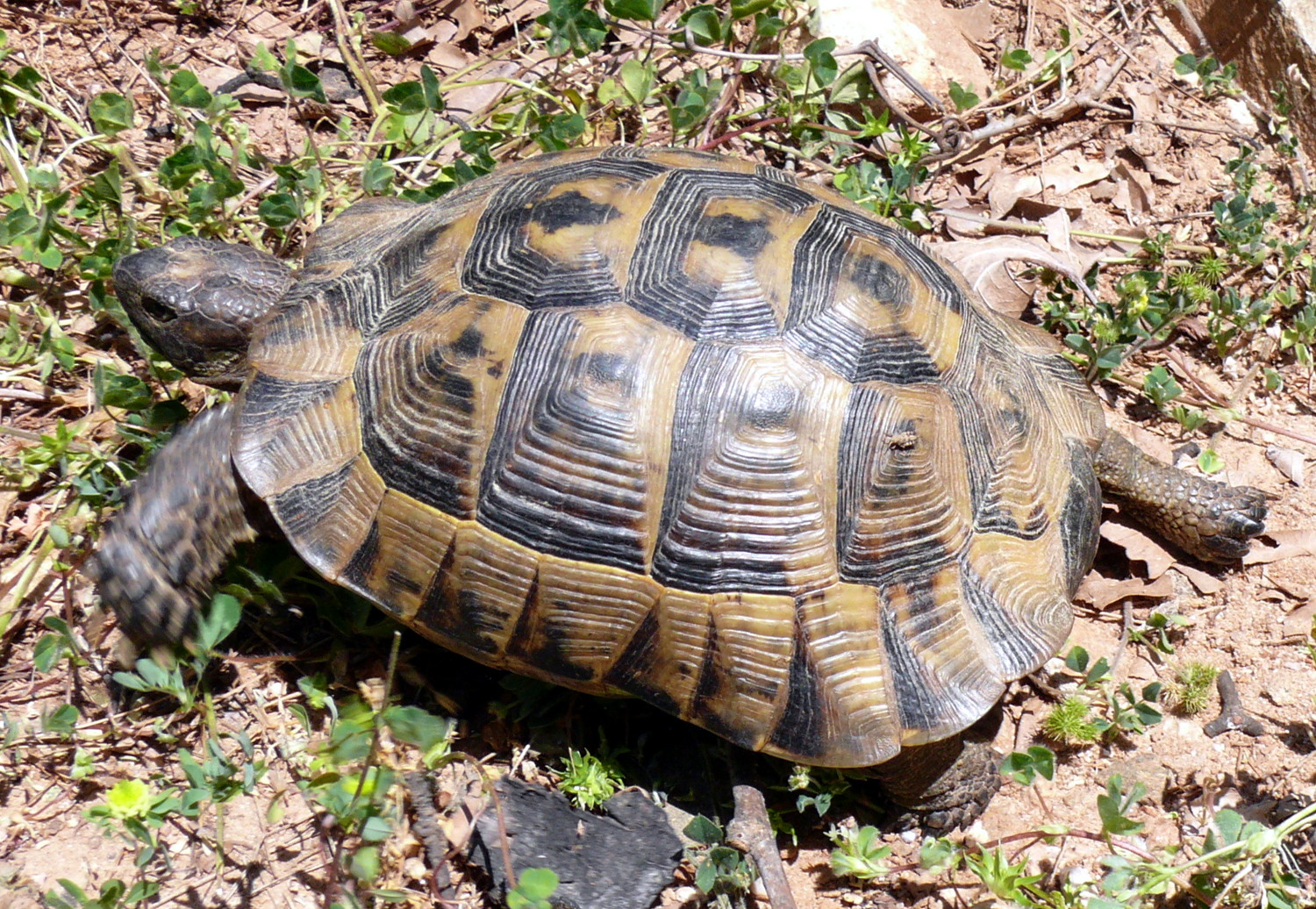
Griechische Landschildkröte auf einem Waldweg bei Panagia
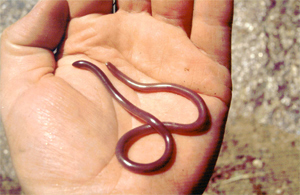
Blödauge, Kopf rechts, Schwanz links, aus der Gegend von Mikro Prinos
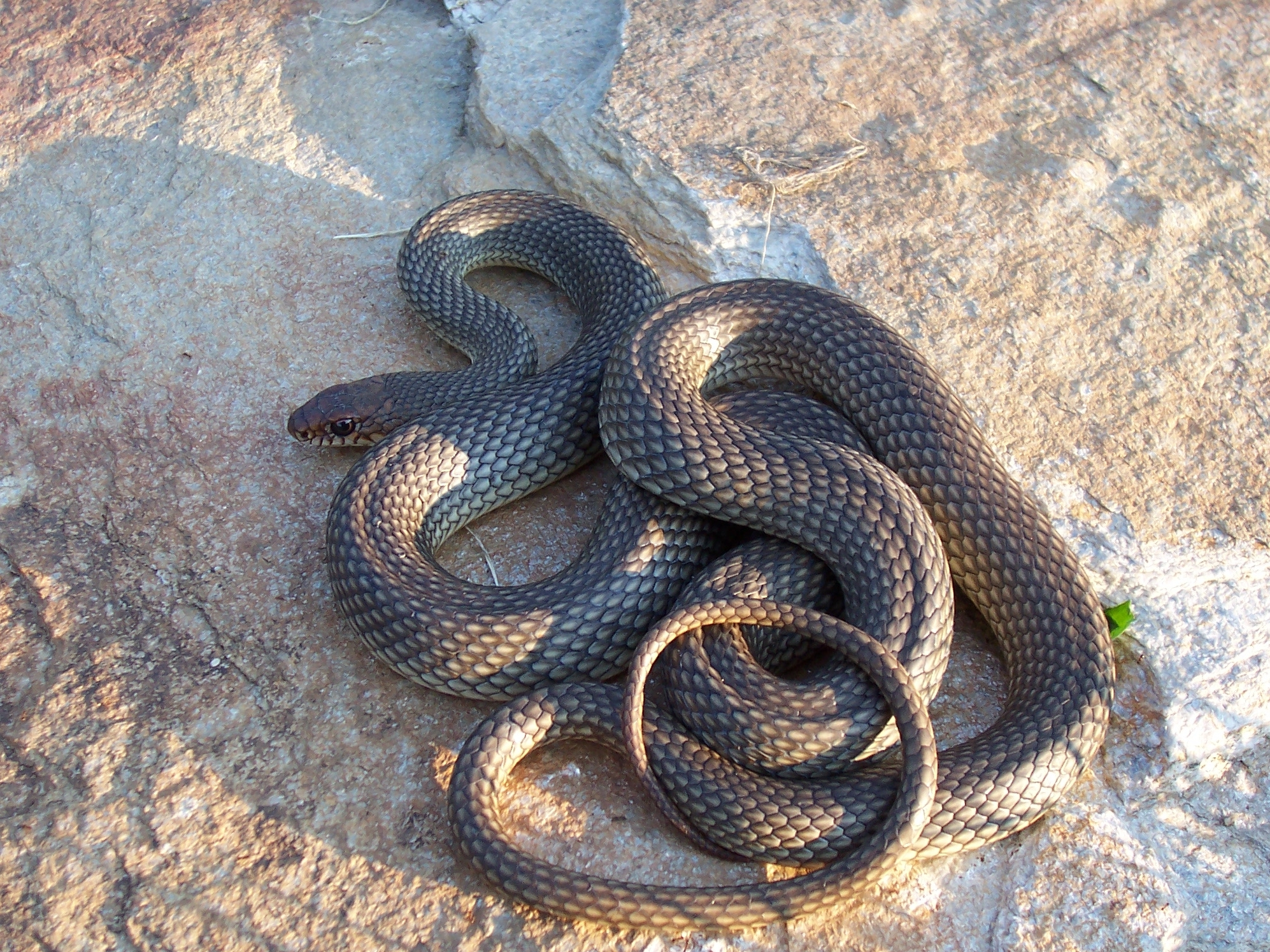
Balkan-Springnatter

Wildlebende Säugetiere

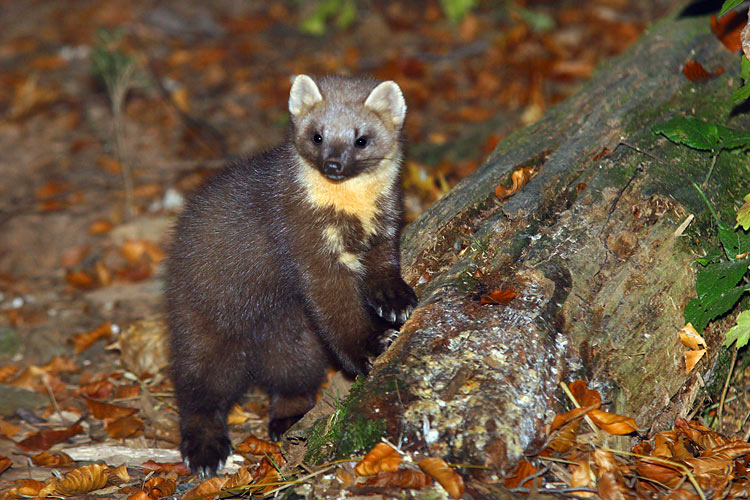
Baummarder

Auf der Insel Thasos lassen sich nur wenige Tiere dieser Klasse ausmachen. Am häufigsten sind Fledermäuse mit acht Arten vertreten, darunter die Blasius-Hufeisennase und die Langfußfledermaus und in der Höhle Drakotrypa bei Panagia eine Kolonie von Kleinen und Großen Hufeisennasen. Berichtet wird auch über die Beobachtung von Fransen-, Zwerg-, Alpen- und Breitflügelfledermäusen.
Als Fleischfresser konnte der Baummarder, als Insektenfresser der Südliche Weißbrustigel festgestellt werden. Von den Hasenartigen kommt der Feldhase vor, an Nagetieren der Siebenschläfer, die Wanderratte und die Hausmaus.
Zwischen dem Festland und Limenas wurden mehrfach Delfine gesichtet. Im Sommer 1990 haben lokale Fischer vom häufigen Auftreten von Mittelmeer-Mönchsrobben in den südlichen Küstengewässern berichtet. Hier sollen des Öfteren auch Seehunde aufgetaucht sein.

### Verwaltungsgliederung
Die Gemeinde Thasos (Δήμος Θάσου Dímos Thásou) besteht aus zehn selbstverwalteten Ortschaften, die bis zur Verwaltungsreform 1997 selbstständige Gemeinden bildeten.
| Dimotiki Kinotita | griechischer Name             | Code     | Fläche (km²) | Einwohner 2011 | Einwohner 2021 | Siedlung |  |
| ----------------- | ----------------------------- | -------- | ------------ | -------------- | -------------- | --- |  |
| Limenas Thasou    | Δημοτική Κοινότητα Θάσου      | 04010001 | 023,207      | 3240           | 3350           | Thasos, Glyfada, Makryammos, Nisteri, Thasopoula |  |
| Theologos         | Δημοτική Κοινότητα Θεολόγου   | 04010002 | 116,716      | 1762           | 1548           | Theologos, Alyki, Astris, Kinyra, Kinyra (Insel), Moni Archangelou, Livadi, Paradisos, Paralia Astridos, Potos, Psili Ammos, Rosogremos, Skidia, Thymonia |  |
| Kallirachi        | Δημοτική Κοινότητα Καλλιράχης | 04010003 | 023,702      | 1018           | 0971           | Kallirachi, Skala Kallirachis |  |
| Limenaria         | Δημοτική Κοινότητα Λιμεναρίων | 04010004 | 056,203      | 2480           | 2428           | Limenaria, Kastro |  |
| Maries            | Δημοτική Κοινότητα Μαριών     | 04010005 | 042,258      | 0537           | 0463           | Maries, Skala Marion |  |
| Panagia           | Δημοτική Κοινότητα Παναγίας   | 04010006 | 020,479      | 0802           | 0739           | Panagia, Chrysi Ammoudia |  |
| Potamia           | Δημοτική Κοινότητα Ποταμιάς   | 04010007 | 023,492      | 1384           | 1274           | Potamia, Lefki |  |
| Prinos            | Δημοτική Κοινότητα Πρίνου     | 04010008 | 038,321      | 1423           | 1330           | Prinos (Kalyves), Agios Andreas Prinou, Megalos Prinos, Mikros Prinos, Ormos Prinou                                                                       |  |
| Rachoni           | Δημοτική Κοινότητα Ραχωνίου   | 04010009 | 029,954      | 0729           | 0627           | Rachoni, Skala Rachoniou |  |
| Sotiras           | Δημοτική Κοινότητα Σωτήρος    | 04010010 | 010,741      | 0395           | 0374           | Skala Sotiros, Sotiras |  |
| Gemeinde Thasos   | Gemeinde Thasos               | 0401     | 385,073      | 13.770         | 13.104         | |  |

## Archäologische Forschung
Wissenschaftliche Erforschungen fanden ab dem 15. Jahrhundert durch die frühen Reisenden auf Thasos statt. Regelmäßige Grabungen erfolgen seit 1911 bis heute durch die École française d’Athènes. Seit 1969 führt der griechische Antikendienst, XVIII. Ephoria Kavala, unter D. Lazaridi, Chaido Koukouli-Chrysanthaki und Z. Bonias archäologische Untersuchungen zur Vorgeschichte der Insel durch. 1975–1981 waren das Max-Planck-Institut für Kernphysik, Heidelberg, und das Deutsche Bergbau-Museum Bochum bei der Untersuchung antiker Bergwerksanlagen, vor allem der untertägigen Goldbergwerke im Ostteil der Insel, tätig. 1982–1984 war wiederum die Ephorie Kavala mit dem Deutschen Bergbau-Museum mit der Erforschung des Rotockerbergbaus in Tzines und Vaftochili beschäftigt. Diese Untersuchungen wurden 1994 abgeschlossen.

## Geschichte

### Name
Zur Herleitung des Namens der Insel gibt es verschiedene mythologische Varianten. Die erste, meistgenannte, besagt, dass Thasos, Sohn des phönikischen Königs Agenor, während der Suche nach seiner Schwester Europa, die von Zeus als Stier entführt worden war, auf die Insel kam und sich hier ansiedelte, während sein Bruder Kadmos, der mit ihm nach Europa suchte, weiterreiste und später Theben gründete.
Dieser phönikischen Version steht eine parische Variante gegenüber, die besagt, dass Herakles einst die Insel dem parischen König Androgenos schenkte, der sie wiederum seinen Söhnen Stenelos und Alkaios vermachte. Der erste parische Ansiedler soll Thasos gewesen sein. Dem Anführer der parischen Kolonisten, Telesikles, soll das Orakel von Delphi befohlen haben, auf der Insel Aeria (Ἀερία) eine Stadt aufzubauen. Weitere antike Namen sind Aithra (Αἴθρα, ‚klarer Himmel‘) und Chrysē (Χρύση ‚die Goldene‘, nach den Goldminen der Insel).

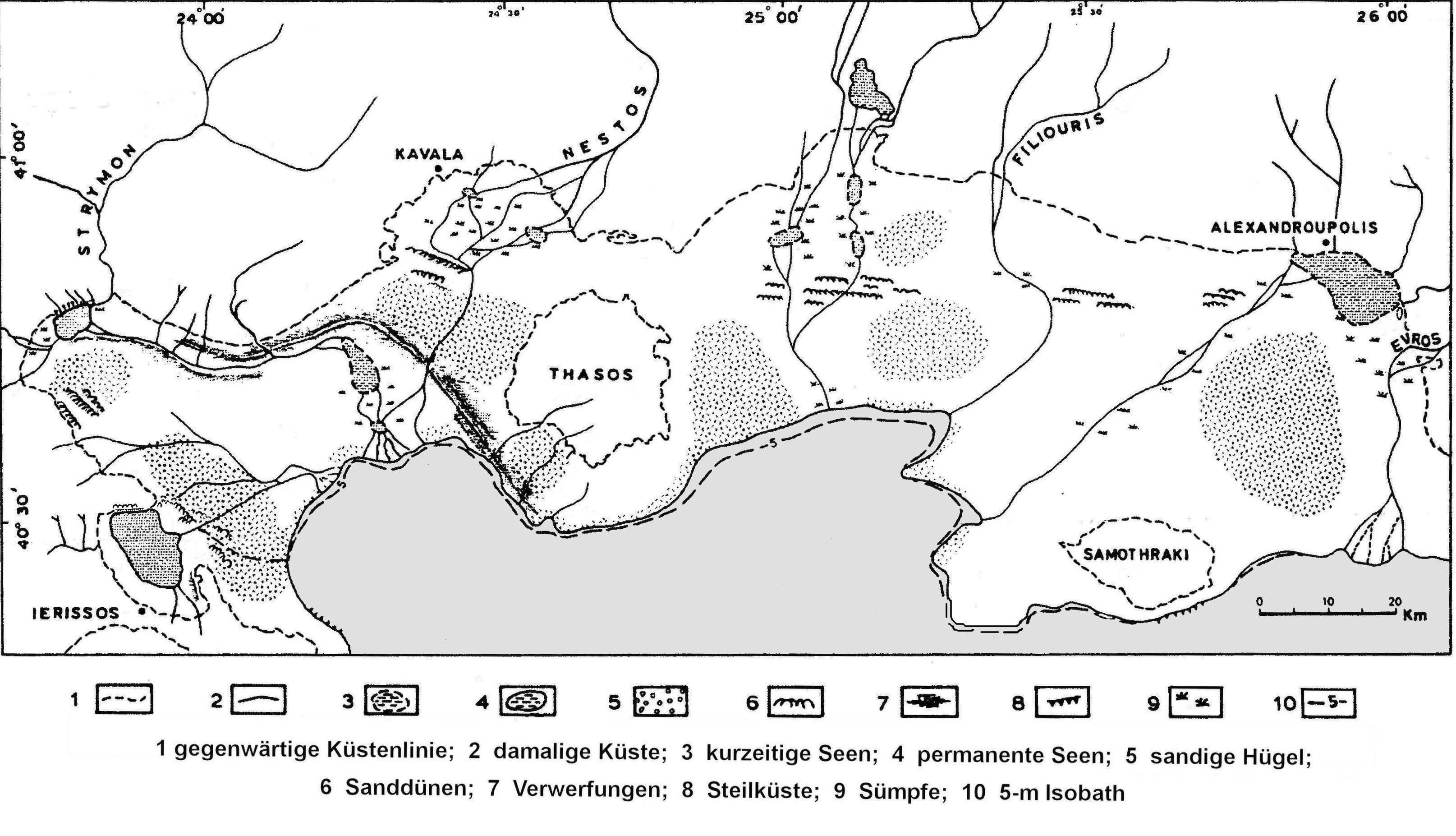
Nordägäischer Schelf, um etwa 14.000 (oder etwa 16.000) v. Chr.

### Ur- und Frühgeschichte

#### Jungpaläolithikum
In der jüngeren Altsteinzeit war die heutige Insel Thasos aufgrund des niedrigen Meeresspiegels im letzten Glazial Teil des Festlandes, des sogenannten nordägäischen Schelfs.
Die ersten Anzeichen menschlichen und tierischen Lebens fanden sich im Südosten von Thasos in einem ins Inselinnere reichenden Tal, etwa 15 Kilometer von Skala Maries entfernt. Im Bereich der Eisenerzvorkommen von Mavrolakka wurden dort 1956 die Rotockerabbaue von Tzines entdeckt. Im dortigen Abbau T1 weisen vor allem Knochenfunde auf eine Datierung in die zweite Hälfte der Altsteinzeit, in das Jungpaläolithikum, hin. Die große Anzahl von Hornwerkzeugen bezeugt die Anwesenheit des Auerochsen und setzt voraus, dass Thasos noch mit dem Festland verbunden war. Die gefundenen abgearbeiteten Hörner der Antilopen-Gattung Saiga tatarica sind vor das 10. Jahrtausend v. Chr. zu datieren. Die Saiga-Antilopen wanderten mit Beginn der Warmzeit vor etwa 13.000 Jahren in die eurasischen Steppen ab.

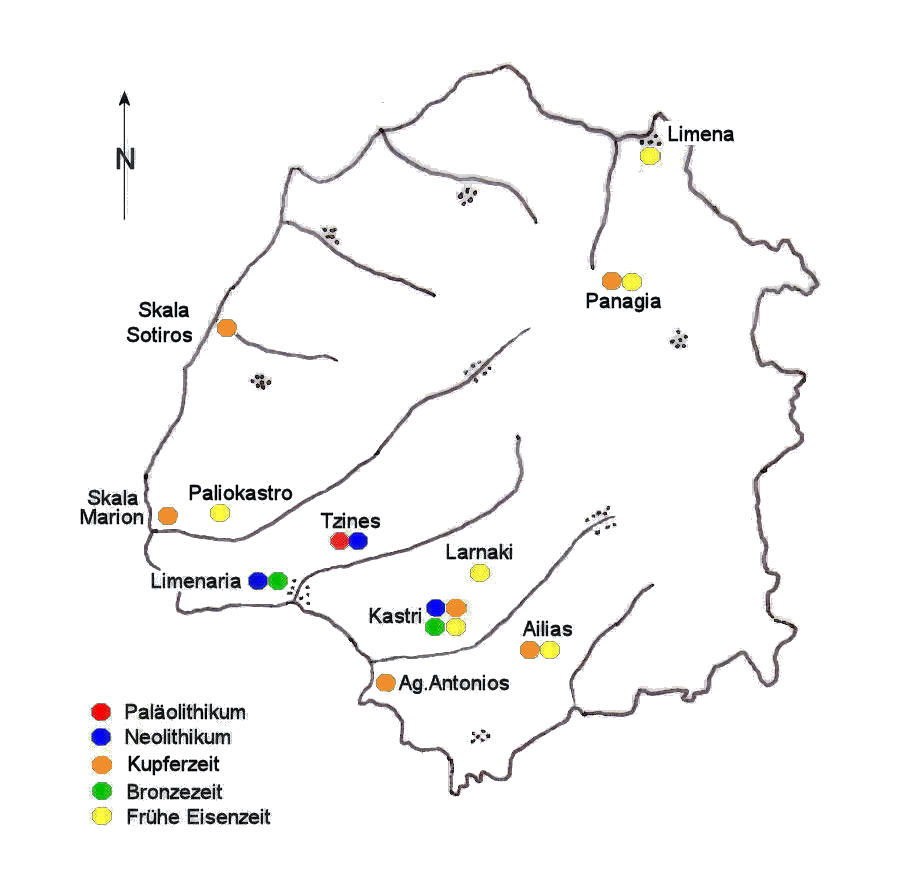
Prähistorische Standorte auf der Insel Thasos

#### Neolithikum
Nach dem Stand der Forschung von 1996 ist die älteste Siedlung auf Thasos die 1986 entdeckte und 1993 bis 1994 ausgegrabene Ansiedlung am Westrand des heutigen Ortes Limenaria. Die Besiedlung erfolgte im 6. Jahrtausend v. Chr. Überreste deuten darauf hin, dass der Platz im Jungneolithikum bevölkert war. Ergraben wurden Pfostenlöcher, Reste von Mauern, Terrassenpflasterungen, Herdstellen und eingetiefte runde Erdsilos oder Vorratsgruben mit Gefäßfragmenten, Werkzeugen verschiedener Art sowie einer Grabstätte. An anderer, hangaufwärts gelegener Stelle des Hügels existieren Siedlungsschichten aus der Älteren Bronzezeit, ausgegraben 1995 und 1996.
Der Rotockerabbau von Tzines fand mit erkennbaren Unterbrechungen bis ins Neolithikum statt. Fehlende Hornwerkzeuge und wenige Flintwerkzeuge deuten in den Untertagebauen T3 und T6 auf eine andere Gewinnungsmethode in einer jüngeren Abbauperiode als bei T1 (Jungpaläolithikum). Die späteste Datierung dieser Baue liegt im Altneolithikum, bei etwa 6400 v. Chr. Allerdings ist ein Abbau bis ins Mittelneolithikum (5. Jahrtausend v. Chr.) nicht unwahrscheinlich.

#### Kupfersteinzeit bis Eisenzeit (ca. 4000–800 v. Chr.)

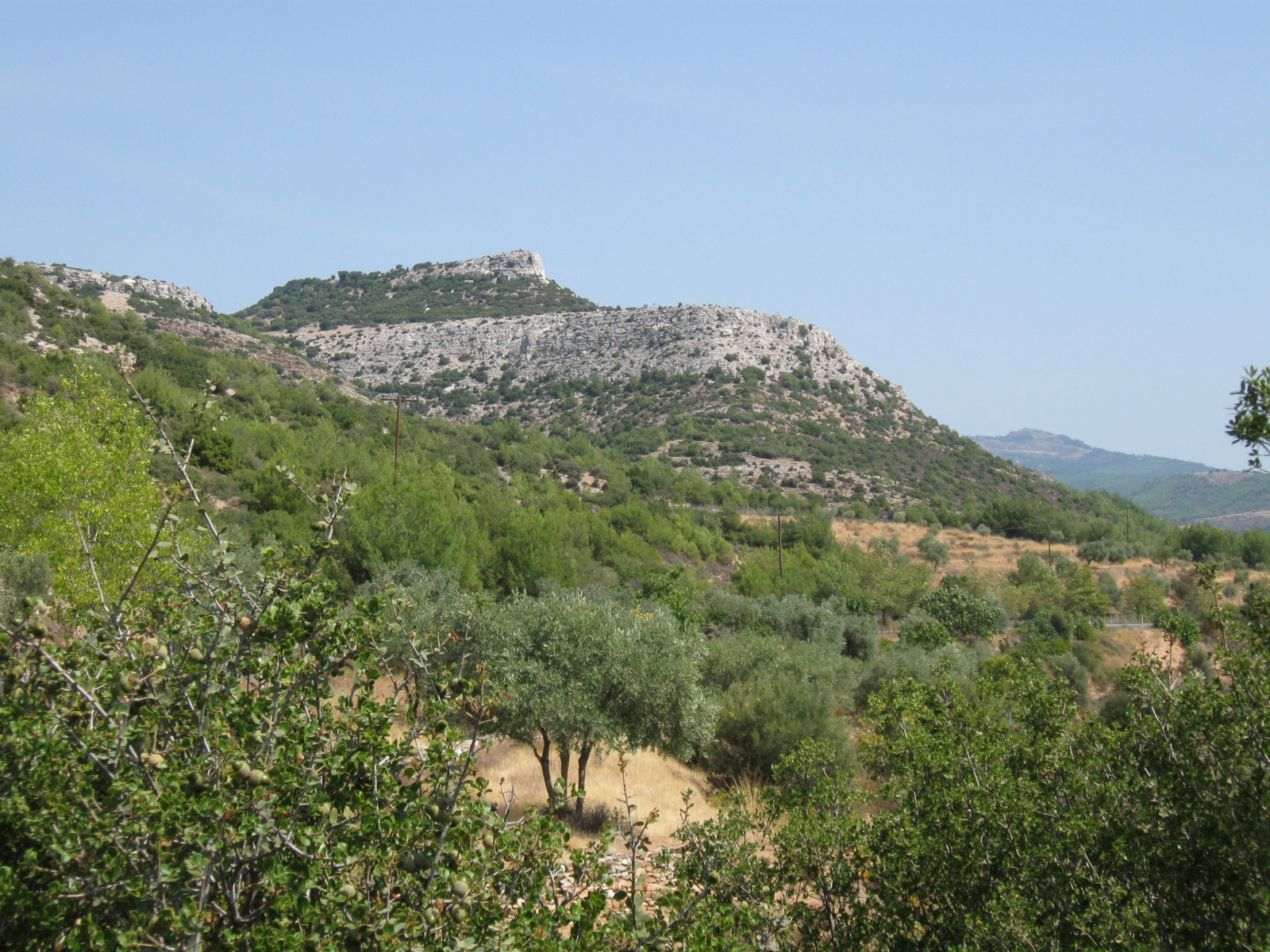
Die Akropolis von Kastri aus OSO

Die prähistorische Periode auf Thasos wurde offengelegt durch die Ausgrabungen im Bereich der Akropolis von Kastri (Thasos), durchgeführt von der Ephoria Kavala in den Jahren 1969 bis 1978 sowie 1992 unter Beteiligung internationaler Experten. Die Ansiedlungen und Gräberfelder wurden als die damals wichtigsten Grabungsstätten Ostmakedoniens und Thrakiens bezeichnet.
Neben der für die prähistorische Geschichte der Insel äußerst bedeutsamen, mit großen Unterbrechungen über etwa 5000 Jahre andauernden Besiedlung in und um Kastri, sind weitere vorgeschichtliche Standorte auf Thasos erkundet worden.
In einer Höhle am Kap von Skala Marion wurden 1970 an der Oberfläche Keramikfunde festgestellt, die in die Kupfersteinzeit datiert wurden. Der archaische Eingang der Höhle ist geschlossen. Systematische Ausgrabungen wurden bisher nicht durchgeführt. Auf einer kleinen Anhöhe steht in Skala Sotiros auf der Aufschüttung über einer prähistorischen Siedlung aus der frühen Epoche der Kupfersteinzeit die Profiti Elias-Kapelle.
Am Kap Agios Antonios, südlich von Potos, befindet sich auf einer Anhöhe eine kleine Kirche auf den Resten einer Ansiedlung, die über einem archaischen Heiligtums erbaut worden ist. Bei einer kurzzeitigen Ausgrabung im Jahre 1970 lokalisierte man hier eine prähistorische Siedlung, allerdings ohne diese zur Tiefe hin zu verfolgen. Anhand von Funden an der Oberfläche und aus einem 60 cm tiefen Anschnitt, konnten Keramikwaren, Kleinobjekte und Knochen festgestellt werden, die das Vorhandensein archäologischer Strata der frühen Kupfersteinzeit bestätigten. Da tiefergehende Untersuchungen nicht stattfanden, konnte eine neolithische Phase an diesem Ort nicht festgestellt werden. Aus den Funden geht jedoch mit Sicherheit das Vorhandensein einer Siedlungsphase in der späten Kupfersteinzeit hervor.
Die Höhle Drakotrypa (Δρακότρυπα), östlich von Panagia am gebirgigen Rand eines Abfalls zum Strand von Avlakia hin. Es handelt sich um eine natürliche Höhle mit Stalaktiten. Kleine Versuchsgrabungen, die 1972 außerhalb der Höhle durchgeführt wurden, bestätigten die Nutzung der Höhle ab der frühen Kupfersteinzeit, aber auch in der byzantinischen Zeit. Die Keramik der frühen Kupfersteinzeit kommt aus einer Störung, die mit stalagmitischem Material gefüllt war. An anderen Stellen der Höhle lokalisierte man in gestörten Schichten handgetöpferte Keramik, die hauptsächlich in die frühe Epoche der Eisenzeit und in die historische Zeit datiert werden konnte. Außerdem fand man auch bemalte Gefäßfragmente aus archaischer und klassischer Zeit (in korinthischem und attischem Stil), sowie solche aus hellenistischer, römischer und byzantinischer Zeit. Bei einer weiteren Ansiedlung, Tris Gremi bei Panagia, handelt es sich um kleine Steinhäuser aus der Mitte des 4. Jahrtausends v. Chr.
Eine Siedlung in Limenas aus der letzten Phase der frühen Eisenzeit, die wahrscheinlich auf dem Gipfel der befestigten Akropolis lag, erstreckte sich bis zu den westlichen Ausläufern des Akropolisberges. Dort hat die Ephoria Kavala bereits 1969 Spuren archaischer Häuser lokalisiert und Funde östlich des Artemision sowie im Bereich des Altars festgestellt. Das Vorhandensein einer neolithischen Siedlung an dieser Stelle bleibt hypothetisch. Das archäologische Material besteht aus baulichen Überreste und Keramik, die in den Beginn des 7. Jahrhunderts v. Chr. datiert wurde. Gesichert festgestellt wurden auch Anzeichen archaischer Metallurgie im Bereich des Artemision.
Auf dem Gipfel des Ailias (395 m NN), zwischen Theologos und Astris gelegen, konnte ein prähistorischer Rundturm und eine Gipfelbefestigung gerettet werden. In der geringmächtigen, gestörten Überdeckung fand man Keramik aus historischen Zeiten und handgearbeitete Ware in verschiedenen Ausführungen, die zur Festlegung der Datierung in die späte Kupfer- bis frühe Eisenzeit führten. Auf dem ebenen Gipfel des Popinas-Mandra, nördlich des Ailias, hat man ein Gräberfeld mit Steintumuli lokalisiert. Wahrscheinlich beinhalteten die Tumuli Verbrennungsgräber. Die sehr wenigen Knochenfunde erlaubten keinen Schluss über deren Datierung.
Die Akropolis von Palaiokastro (132 m NN), liegt in einer Entfernung von etwa 4,5 km von Limenaria, etwa 2,5 km von Skala Maries und etwa 1 km nördlich der Straße nach Maries. Auf der Spitze des Hügels erkennt man befestigte Bauten, sichtbar hauptsächlich an der Nordostseite des Hügels, wo ein Turm und eine äußere Umwallung festgestellt wurden. Auf der Südseite des Gipfels erscheint die charakteristische Keramik der frühen Eisenzeit mit gerillter Dekoration. Die Siedlung von Palaiokastro befindet sich in geringer Entfernung der archaischen Erzgrube von Koumaria. Die Auffindung von Kupferschlacken in der südlichen Umgebung der Akropolis zusammen mit Keramik der frühen Eisenzeit lässt auf eine Verbindung der Siedlung mit der Ausbeutung der Erzvorkommen von Koumaria, zumindest von der frühen Eisenzeit an, schließen.

### Antike
Über die vorkolonialen Bewohner der Insel schreibt der griechische Geograph Pseudo-Skymnos: „Als nächstes sind da Neapolis und die Insel Thasos, die einst Barbaren bewohnten, wie es heißt, danach Phönizier, die mit Kadmos und Thasos aus Asien herübergekommen waren; Thasos erhielt von Thasos auch den Namen, wie es ihn jetzt noch hat. Das jenseits gelegene Land bewohnen Thraker, die sich bis zum Pontischen Istros hin erstrecken.“ Nach Herodot waren die Phönizier die ersten, die Thasos auf der Suche nach der Europa erreichten, waren die ersten, welche das Gold der Insel abbauten, hauptsächlich auch das des Pangaion.
Die Anwesenheit der Phönizier auf Thasos konnte jedoch bis heute nicht durch archäologische Funde bestätigt werden. Ephoria Kavala bevorzugt eine Auslegung der Beschreibung Herodots, die die Phönizier gleichsetzt mit Kretomykenern, deren Anwesenheit spätere antike Autoren auf den Inseln der Ägäis mit den Karer, Leleger und Phönizier verbanden.

#### Archaische Zeit (700–500 v. Chr.)

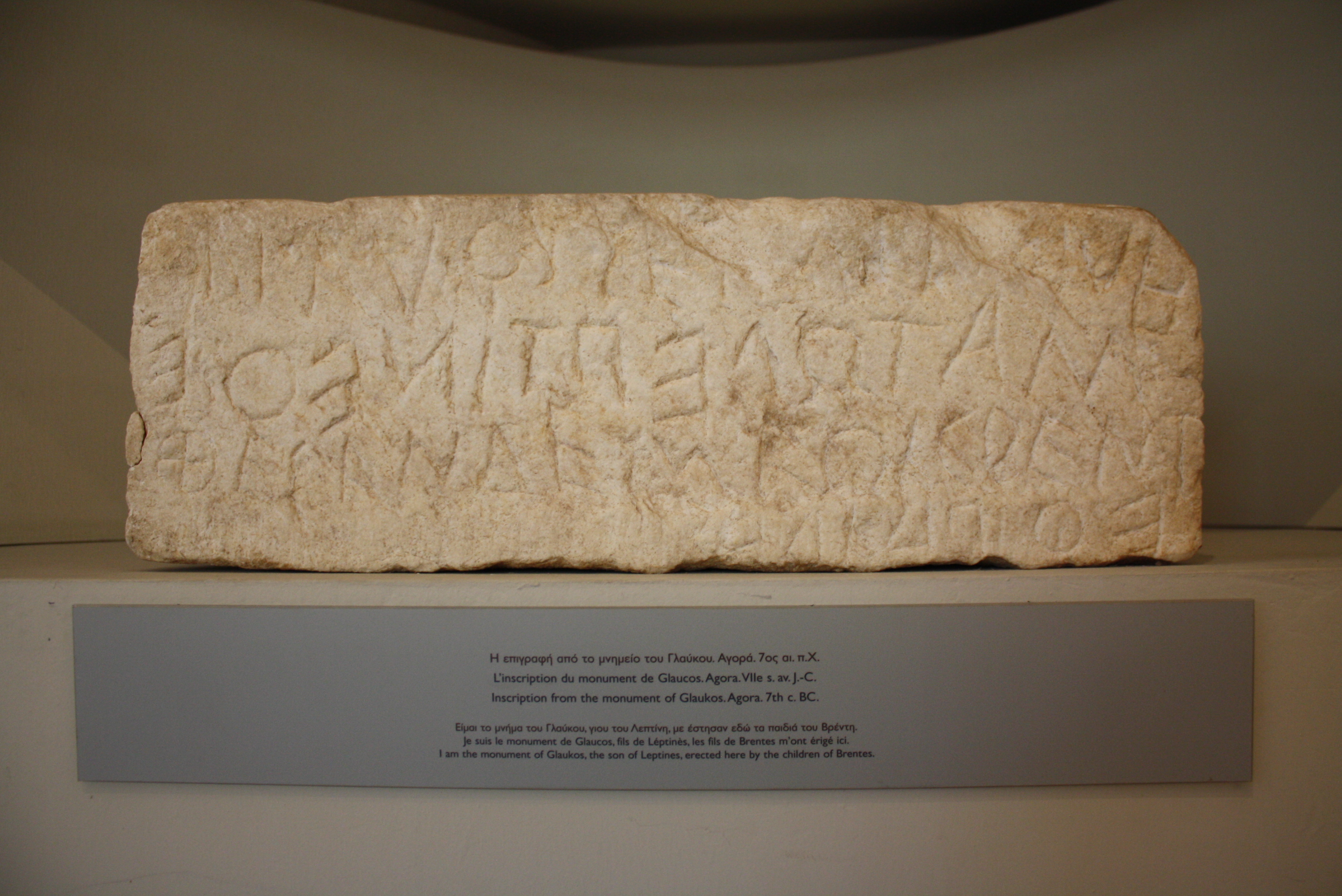
Das früheste Schriftdokument aus Thasos stammt vom Monument des Glaukos, des Anführers einer der ersten griechischen Siedlergruppen

Die Kolonisation der Insel durch Siedler aus Paros und die Gründung und bauliche Entwicklung des antiken Thasos erfolgte in der ersten Hälfte des 7. Jahrhunderts v. Chr., vermutlich 680 v. Chr. unter ihrem Anführer Telesikles, der durch einen Delphischen Orakelspruch aufgefordert wurde: Verkünde den Pariern, Telesikles, dass ich ihnen befehle, auf der neblig-düsteren Insel eine Stadt zu gründen, die man von Ferne sehen kann. Mit der zweiten Welle der Besetzer erreichte sein Sohn, der griechische Lyriker Archilochos die Insel, der seine Eindrücke als Soldat in überkommenen Fragmenten schildert: Die ganze Misere Griechenlands ist mit uns auf Thasos versammelt; Gefahren des Meeres, Schiffbrüche; aber das ist das gelobte Land; die Insel, wie der Rücken eines Esels, von wilden Wäldern bedeckt; ein Leben im Kampf mit den Hunden Thrakiens um die Landnahme; das schlimme Thasos (Θαςίων κακά). Später wird jedoch die frühe und friedliche Koexistenz mit den lokalen Stämmen und schließlich die schnell erreichte Vorherrschaft der Parier auf der Insel und in der thasischen Peraia erwähnt.
Für die rege Bautätigkeit stand der in unmittelbarer Nähe gewinnbare Marmor zur Verfügung. Seine Verwendung und die großartige künstlerische Bearbeitung manifestieren sich in den in der Stadt errichteten, umfangreichen Festungs-, Verwaltungs- und Kultbauten. Mit den reichen Edel- und Buntmetall-Vorkommen, den Bergwerken und Verhüttungsstätten auf der Insel sowie den Edelmetallvorkommen in der thasischen Peraia besaßen die griechischen Kolonisatoren eine fundierte wirtschaftliche Basis für ihren Siedlungsbereich. Herodot berichtet: Die Einkünfte von den Goldbergwerken in Skapte Hyle allein betrugen in der Regel jährlich achtzig Talente und die von Bergwerken auf Thasos selbst nur etwas weniger, so dass die Thasier … im Ganzen alle Jahre zweihundert, in guten Jahren wohl gar dreihundert Talente bezogen. Hinzu kam der große Holzreichtum der Insel, der vor allem für den Schiffbau von großem Wert war, sowie der Weinanbau, der zu einem ausgedehnten Export des geschätzten thasischen Weines führte. In den letzten Jahrzehnten des 6. Jahrhunderts v. Chr. setzte die Münzprägung ein. Mit großer Wahrscheinlichkeit gab es damals zwei Prägestätten, auf der Insel und in der Peraia.
Im 6. Jahrhundert v. Chr. waren die Thasier dem tyrannischen System des Symmachos von Thasos unterworfen. Um 540 v. Chr. gelang es ihnen, den Tyrannen von der Insel zu vertreiben und ein demokratisches Gemeinwesen, eine Polis zu gründen, wie sie in der Ägäis bereits zahlreich bestanden.

#### Klassische Zeit (494–340 v. Chr.)

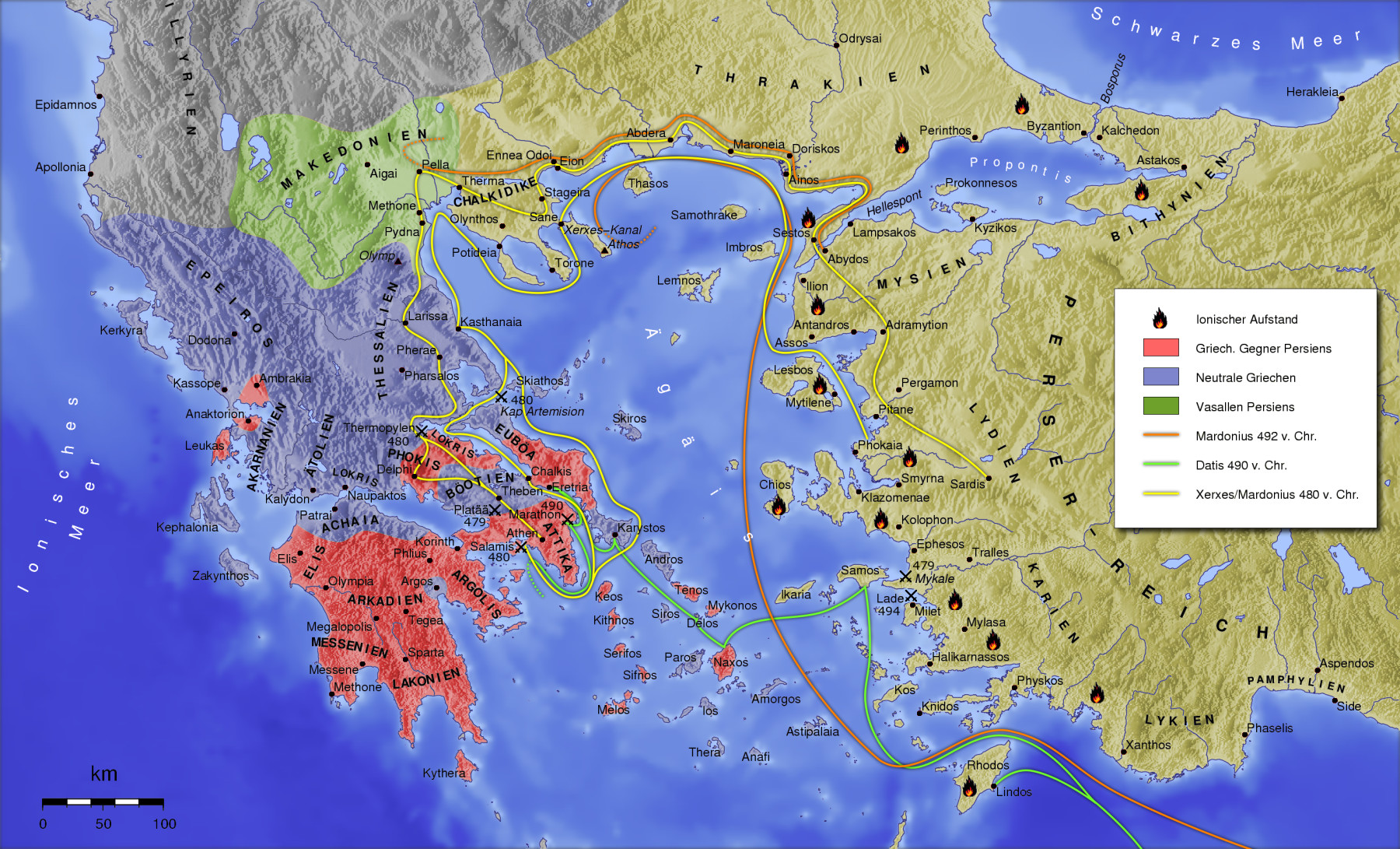
Die Perser-Kriege (492–480 v. Chr.)

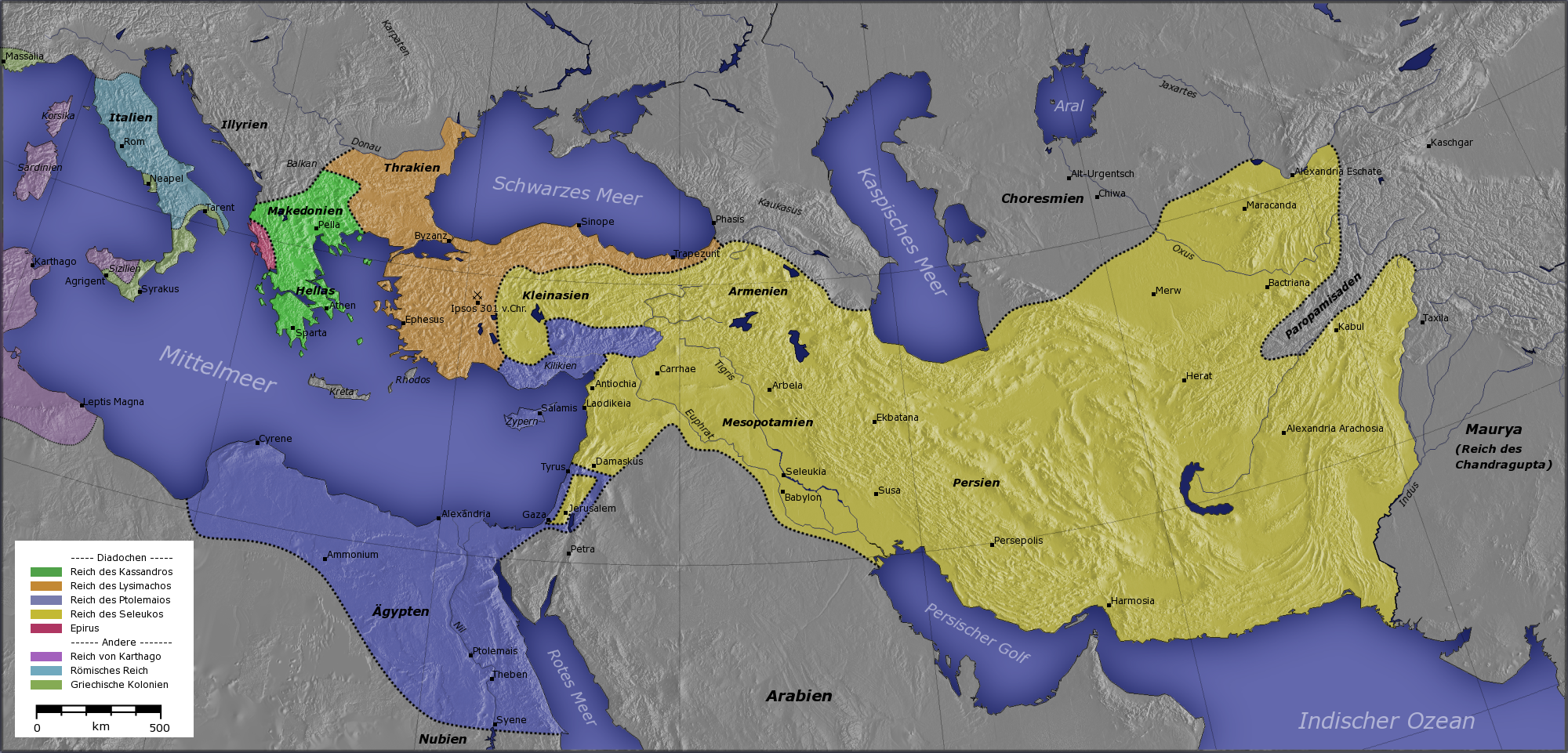
Die hellenistische Welt 300 v. Chr.

Dareios I. beabsichtige, sich im nordägäischen Raum festzusetzen und in Europa eine Satrapie einzurichten. Histiaios, Satrap des persischen Königs, belagerte 494 v. Chr. das befestigte Thasos, blieb jedoch erfolglos. 492 v. Chr. erreichte der persische Feldherr Mardonios auf dem Feldzug gegen Athen die Insel Thasos, die sich kampflos unterwarf. Als sich Mardonios nach dem Verlust des größten Teils seiner Flotte zurückziehen musste, rüsteten die Thasier erneut auf, verstärkten die Mauern der Stadt und bauten neue Schiffe. Dareios ordnete daraufhin an, die Mauern zu schleifen und die thasische Kriegsflotte in Abdera auszuliefern. Ab 491 v. Chr. richteten die Thasier ihre Stadtmauern zum wiederholten Male auf und rüsteten eine neue Kriegsflotte aus.
Nach dem ersten Perserkrieg blieben Insel und Peraia unbehelligt. Beim dritten Ansturm der Perser, 480 v. Chr. unter Xerxes I., unterwarfen sich die Thasier. In der einjährigen Besatzungszeit mussten die thasischen Städte auf dem Festland das persische Heer aufnehmen und verpflegen. Nach den Niederlagen von Salamis und Plataia hinterließen die Perser auf ihren Rückzug an der Westgrenze der thasischen Peraia in der Festung von Eion eine Garnison. Diese persische Besatzung beeinträchtigte den Handel und die Bergbauaktivitäten vor allem in der Thasischen Peraia aber auch auf der Insel.
Thasos musste sich, wie alle Stadtstaaten an der thrakischen Küste, 479 v. Chr. unter die Vorherrschaft der Athener begeben und 478 v. Chr. dem ersten Attisch-Delischen Seebund beitreten. Neben Athen stellten Chios, Thasos und Samos Kriegsschiffe für die Flotte des Seebundes.
Nach den Persischen Kriegen bedrängten die im nordägäischen Raum ansässigen thrakischen Stämme die thasischen Handelsniederlassungen. Der thrakische Fürst Teres I. gründete aus einer Vielzahl von Stämmen das Königreich der Odrysen. Thasos entrichtete sowohl Tribut an den Delischen Bund, als auch Abgaben an das Odrysische Königreich.

Attischer Seebund 431 v. Chr.

Die Insel revoltierte 465 v. Chr. gegen Athen und trat aus dem Seebund aus. Grund hierfür waren negative Auswirkungen im Handel und im Bergbaus in der Thasischen Peraia. Zudem hatten die Athener von ihrer Siedlung Amphipolis aus mit Siedlungsplänen im Strymontal und im Pangaion Druck auf die Westflanke der Peraia ausgeübt.
Der Athener Stratege Kimon besiegte die Thasier in einer Seeschlacht, in der sie 30 Schiffe verloren. Nach langer Belagerung eroberte er schließlich 463 v. Chr. die Stadt Thasos. Die Insel wurde wegen ihres Austritts aus dem Bund hart bestraft, verlor ihre Bergwerke und Niederlassungen in der Peraia und hatte Entschädigungen und Tribut zu entrichten. Die Athener beseitigten die Oligarchie auf Thasos und führten die demokratische Staatsform ein. Sie kontrollierten die Insel und die Peraia bis 447/446 v. Chr. Thasos geriet in der Zeit der Unterwerfung in große wirtschaftliche Schwierigkeiten. Erst um 440 v. Chr. normalisierten sich die Beziehungen zu Athen und die Lage besserte sich.
Als der Tribut an die Bundeskasse zu Beginn des Peloponnesischen Krieges erhöht wurde – im Falle von Thasos von 30 auf 60 Talente – wandte sich die Stimmung gegen Athen. Dieser Umschwung war für die Athener Anlass, den Strategen Thukydides mit einer kleinen Flotteneinheit 424 v. Chr. auf der Insel zu stationieren. Zahlreiche bedeutende Thasier gingen ins Exil nach Sparta. Nach der Niederlage der Athener auf Sizilien schöpften sie die Hoffnung, die Macht dem Demos wieder entreißen zu können.
Auf Thasos rechnete man mit der Rückkehr der Oligarchen und verstärkte die Befestigung der Stadt. Als die thasischen Exilanten jedoch mit peloponnesischen Kräften unter korinthischem Kommando erschienen, übernahmen Sparta-freundliche Oligarchen die Herrschaft und riefen zum Aufstand gegen Athen.
411/10 v. Chr. gingen die Spartaner unter Brasidas gegen die athenischen Besitzungen und die Verbündeten Athens in Thrakien vor. Sie nahmen Amphipolis mit dem Hafen Eion und die Küstensiedlungen in der Peraia ein. Allein die größte der thasischen Siedlungen, die Hafenstadt Neapolis, konnte sich erfolgreich verteidigen. Sie blieb loyal zu Athen und erklärte um 411 v. Chr. ihren Abfall vom Mutterland Thasos, woraufhin die Thasier die Stadt erfolglos belagerten.
Im Jahre 411 v. Chr. etablierte sich in Athen eine starke Oligarchie, die die thasischen Exil-Oligarchen unterstützte. Es erschienen 408/407 v. Chr. 30 athenische Schiffe unter dem Athener Strategen Thrasyboulos. Er besiegte die thasischen Seestreitkräfte, blockierte die Stadt, zwang die Thasier, die athenerfreundlichen Oligarchen wieder einzusetzen, eine Garnison zu akzeptieren und in den Bund zurückzukehren. Der Aufstand gegen Athen war niedergeschlagen. Thasos befand sich jetzt in einem elenden Zustand und war nach den vielen Kämpfen aktionsunfähig.
404 v. Chr. schlugen die Spartaner zurück. Lysander nahm Thasos ein, versammelte die Einwohner im Heiligtum des Herakles und ließ alle Anhänger der Athener töten. Den Oberbefehl auf der Insel übernahm der spartanische Harmost Eteonicus mit zehn Archonten. Die Thasier hatten hohe Abgaben an Sparta zu entrichten Nach den politischen und militärischen Turbulenzen im 5. Jahrhundert v. Chr. entwickelt sich die Insel besonders im 4. Jahrhundert v. Chr. zu einem wirtschaftlich prosperierenden Gemeinwesen auf Basis der Ausbeutung seiner Gold- und Silberlagerstätten und der Exporte von Marmor und Wein. Es ist unwahrscheinlich, dass die Thasier noch Zugang zu den Bergwerken in der Peraia hatten, wo Eion und Neapolis weiter auf Seiten Athens standen.
Der Athener Thrasyboulos nahm 389/388 v. Chr. mit Hilfe des thasischen Demos Thasos ein. Nach dem Frieden von Antalkidas, der die athenisch-spartanischen Kriege beendete, wurde 387/386 v. Chr. auf der Insel wiederum eine oligarchische Regierung eingesetzt. Der athenische Stratege Chabrias half den von Thrakern bedrängten nordägäischen Städten und Inseln und gewann 377 v. Chr. Thasos für den zweiten Attischen Seebund. Die Thasische Peraia blühte wieder auf. Die Siedlung Krenides (das spätere Philippi) wurde 360/359 v. Chr. gegründet.
In der zweiten Hälfte des 4. Jahrhunderts v. Chr. verlor Thasos die Kontrolle über die Gold- und Silberbergwerke der Peraia an das nach Osten drängende makedonische Reich. Die Insel selbst fiel 340 v. Chr. an Philipp II. Auch unter den Makedonen lavierte die Insel politisch so geschickt zwischen den hellenistischen Großreichen im Mittelmeer, sodass Unabhängigkeit und Wohlstand trotz kleinerer Störungen fortdauerten.

#### Hellenistische Zeit (353–196 v. Chr.)

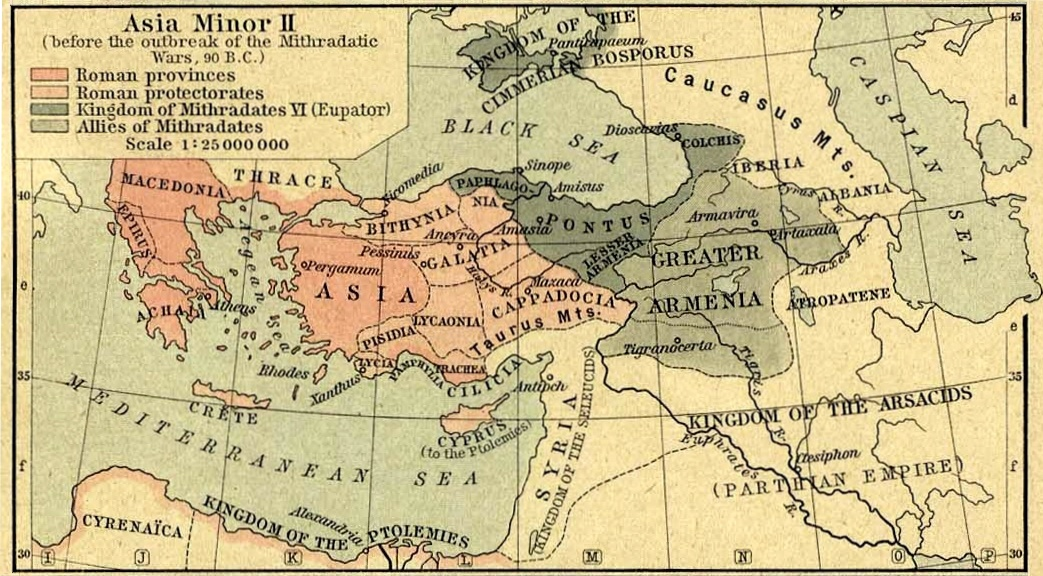
Die Römischen Provinzen und das Königreich Mithriades VI. (Pontos)

Als Philipp II. 340/339 v. Chr. die Insel annektierte, hatte dies den Verlust der thasischen Peraia zur Folge. Eine direkte Abhängigkeit von Makedonien entstand nicht. Es blühte der Seehandel, vor allem der Export von Marmor und Wein. Die besondere wirtschaftliche Stärke der Insel lag weiterhin in den großen Erzvorräten und in der Metall-, besonders der Edelmetallgewinnung. Viele thasische Bewohner wanderten jedoch aus. Vermutlich handelte es sich um Nachkommen der ehemaligen parischen Kolonialisten. Die Einwohnerzahl der Insel wurde auf 60.000 bis 80.000 geschätzt.
In der zweiten Hälfte des 4. und Anfang des 3. Jahrhunderts v. Chr. lavierte Thasos politisch geschickt zwischen den hellenistischen Reichen im Mittelmeer. Unbeteiligt und unbeschadet überstand Thasos die Diadochenkämpfe. Für das späte 3. Jahrhundert v. Chr. ergibt sich aus der Archäologie das Bild eines blühenden Gemeinwesens und sehr reger Bautätigkeit, sowie weiterhin starker Exporte. Trotz des Nachlassens der Silberprägungen auf Thasos zeigten sich keine Anzeichen wirtschaftlicher Schwäche.
287 bis 281 v. Chr. gehörte Thasos zum Königreich des Lysimachos. 202 v. Chr. nahm Philipp V. die Insel in einem Handstreich und beherrschte sie sechs Jahre lang. Nach seiner Niederlage im Jahre 197 v. Chr. gegen die Römer bei Kynoskephalai verlor Makedonien seine Besitzungen in Kleinasien und in Griechenland. Bei den Isthmischen Spielen 196 v. Chr. erklärte der römische Feldherr Titus Quinctius Flaminius die „Freiheit“ der Griechen. Thasos wurde wieder unabhängig.

#### Römische Herrschaft (146 v. Chr.–323 n. Chr.)
Thasos wurde 146 in die neue römische Provinz Macedonia mit dem Hauptort Thessaloniki eingegliedert, auch wenn sie formal frei blieb. Die Insel galt im 2. Jahrhundert v. Chr. als Verbündete Roms. So war der Statthalter von Macedonia, Sextus Pompeius, Schutzherr der Stadt Thasos. Die Allianz mit Rom trug wesentlich zur weiteren ungestörten Entwicklung von Stadt und Insel bei. Selbst als der pontische König Mithridates VI. in den Jahren nach 88 v. Chr. versuchte, in der Nordägäis den Einfluss Roms zurückzudrängen und dort zunächst auch Erfolge erzielte, beharrte Thasos auf seiner pro-römischen Politik. Ein Ehrendekret Sullas aus dem Jahre 80 v. Chr. erwähnt die Opfer und Schäden, welche die Thasier während einer Belagerung durch die Armee des Mithridates zu erleiden hatten. Gnaeus Cornelius Dolabella, der Prokonsul von Macedonia, übermittelte die Beschlüsse des römischen Senats, den Thasier zum Dank ihre Besitzungen auf dem Festland zurückzugeben und ihnen zudem die Inseln Skiathos und Preparethos zu unterstellen.
Einen Einschnitt bedeutete der Bürgerkrieg nach der Ermordung Caesars. Vor der Schlacht von Philippi benutzten die Caesarmörder Brutus und Cassius die Stadt Thasos als Versorgungsbasis. Im Herbst des Jahres 42 v. Chr. ergriff daraufhin Marcus Antonius Repressalien gegen Thasos. In der beginnenden Kaiserzeit genoss Thasos wiederum Privilegien: Nach einer Inschrift, die in die Mitte der vierziger Jahre des 1. Jahrhunderts n. Chr. datiert wird, hat der kaiserliche Prokurator der 46 n. Chr. neu eingerichteten Provinz Thracia, Vettius Marcellus, die Thasier von der Stellung von Soldaten für die thrakische Armee befreit. Zahlreiche Baumaßnahmen in der Stadt in hadrianischer Zeit zeugen von ungebrochenem Wohlstand, der auch im 3. und 4. Jahrhundert n. Chr. anhielt.

### Mittelalter
Erster Nachweis der Christianisierung ist die Einrichtung eines Bischofssitzes der byzantinischen Kirche in der Stadt Thasos. Der Bischof nahm 325 am Konzil von Nicäa und 451 von Chalcedon teil. Gleichzeitig wurde Thasos die Verbannungsinsel der prominenten byzantinischen Häretiker Sabellius und Nestorius. 
Ab Mitte des 5. Jahrhunderts bis an das Ende der byzantinisch-genuesischen Periode erlebte Thasos jedoch die ersten von zahlreichen Pirateneinfällen; Land und Bevölkerung hatten unter Belagerungen, jahrzehntelange Besetzungen, Plünderungen, Verwüstungen, Vertreibungen und Versklavungen zu leiden. Zu den schlimmsten Übergriffen zählten die der Vandalen (467), im 6. Jahrhundert der Awaren und Slawen, im 7. Jahrhundert der Bulgaren, im 10. und 12. Jahrhundert der Sarazenen und sizilianischen Normannen. Im Laufe der Jahrhunderte wurden die Küstenorte der Insel vollständig verlassen, die Einwohner zogen sich in die Bergregion zurück. Bereits im 10. Jahrhundert war die Insel nahezu entvölkert.

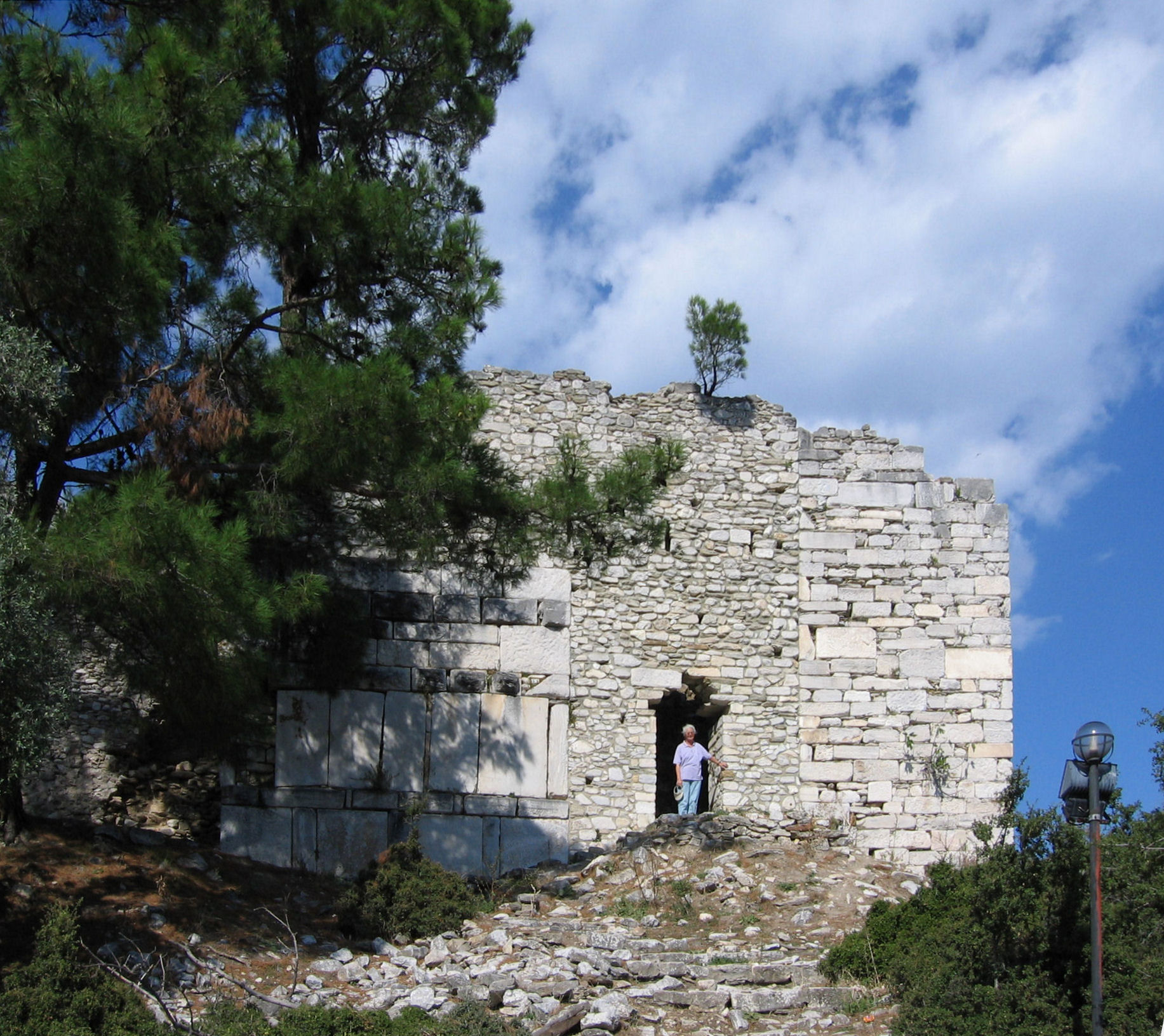
Reste der venezianisch-genuesischen Burg auf der Akropolis von Limena

Im 12. und 13. Jahrhundert waren es vor allem durchziehende Kreuzfahrer, die auf Thasos einfielen: Zwischen 1122 und 1125 unter päpstlicher Flagge der venezianische Doge Domenico Michiel und 1204 im Zuge des Vierten Kreuzzuges gegen Byzanz der Doge Enrico Dandolo mit seinem venezianisch-fränkischen Heer auf dem Weg nach Konstantinopel. Er errichtete auf dem östlichen Plateau der Akropolis eine Burganlage und befestigte die Stadtmauern. Sein Mitstreiter Bonifatius I. von Montferrat, später König von Thessaloniki, hielt die Insel drei Jahre in Besitz. Thasos gehörte 1204 zum Königreich Thessaloniki. Es erfolgten weitere Überfalle durch die Johanniter und Katalanen. 1261 bis 1264 stationierten die Byzantiner zur Unterdrückung der Piraterie und Rivalitäten zwischen Griechen, Genuesern und Venezianern einige Flotteneinheiten auf den ägäischen Inseln, unter anderem im Hafen der untergegangenen antiken Stadt Thasos.
1307 bemächtigte sich der genuesische Abenteurer Tidedia (Tedisio) Zaccaria mit Hilfe der Katalanen der Insel. Er nutzte den Stützpunkt als Basis für seine Raubzüge und befestigte dazu die Burg auf der Akropolis weiter: Die Zitadelle wurde am südlichen Zugang durch zwei Bastionen gesichert. Durch einen Wach- und einen Empfangsraum gelangt man seitdem in den Burghof. Ein zweiter Zugang findet sich im Nordwesten. Zwei Zisternen und eine Kapelle liegen im nördlichen Hofbereich. In der Festung wurde eine große Zahl von marmornen Bauteilen und mächtigen Säulen aus dem Athena-Tempel auf der Akropolis verbaut. Zaccaria wehrte sich erfolgreich gegen einen byzantinischen Flottenangriff, musste sich jedoch 1313 der byzantinischen Macht beugen.
Der byzantinische Megas Doux Alexios Apokaukos heuerte um 1341 die Bithynier Alexis und Johannes zur Vertreibung der Serben aus Thrakien an. Die Brüder überfielen und plünderten Kavala, Thasos und Lemnos und ließen sich 1350 auf Thasos nieder. Kaiser Johannes V. übertrug ihnen 1357 die erbrechtliche Herrschaft über die Insel. Sie übernahmen den Auftrag, dort die Serben zurückzudrängen und die Nordägäis zu kontrollieren. Alexis wurde zum byzantinischen Stratopedarchen ernannt. Unter ihnen wurde auch der Hafen zusätzlich befestigt: am antiken Kriegshafen entstand die mittelalterliche Hafen-Zitadelle, die sich vom Meeres-Tor über die Hafenmauer bis über die nordwestliche Säulenhalle der Agora erstreckt. Der verbliebene Viereckturm dieser "Hafenfestung" wurde erst im Jahre 1931 wegen des Museumbaus abgerissen.
1363 erteilten die Brüder den Genuesern die Lizenz zur Gewinnung von Bodenschätzen auf der Insel. Byzantinische Schiffe jagten 1368/1369 von Thasos aus mit Hilfe venezianischer Kräfte türkische Piraten, die die Klöster am Berg Athos angegriffen hatten. Nach dem Tod von Alexis erfuhr Johannes keine weitere Unterstützung aus Byzanz und suchte den Beistand der Venezianer, die ihm 1374 das venezianische Bürgerrecht verliehen. Johannes vermachte die Insel dem Athos-Kloster Pantokrator. Seine Tochter konnte Thasos bis 1394 halten.
Manuel II. nahm 1414 nach schwerer Belagerung die Insel ein und übergab sie Jacopo Gattilusio, den Archon von Lesbos, als Belohnung für die genuesische Unterstützung bei der Befreiung von Konstantinopel und der Inthronisierung von Johannes V. als Lehen. In den folgenden Jahrzehnten konnten die Genueser ihren Machtbereich auf Phokaia, Ainos, Lemnos und Samothraki ausdehnen. Sie agierten als diplomatische Mittler zwischen Byzanz und den östlichen Mittelmeermächten. Dabei waren sie aber auch im Bunde mit katalanischen Seeräubern und Piraten von den Kykladen, die von Thasos aus operierten. 1428 setzte Dorino I. Gattilusio als Verwalter der Insel Umberto Grimaldi ein, der an verschiedenen Orten der Insel Wehrbauten und Burgen errichten ließ. Unter der genuesischen Familie Gattilusio erlebte einen beträchtlichen Aufschwung, der thasische Handel mit Genua und den östlichen Mittelmeerstaaten blühte. Dorino verstärkte die Akropolis-Zitadelle nach Südwesten hin nochmals durch zwei Türme; zwischen den Türmen wurde vor der Westmauer ein Glacis angelegt.

### Neuzeit

#### Osmanische Herrschaft (1455–1813)
Auf seinem ersten Eroberungszug nach Westen unterwarf Sultan Mehmed II. 1455 neben den nordägäischen Inseln Samothraki, Imbros auch Thasos; die genuesischen Lehnsherren der Gattilusio mussten die Insel zugunsten ihres Hauptsitzes Lesbos aufgeben.
Daraufhin belagerten Venezier, Katalanen und Piraten unter dem Kreuzzugsbanner von Papst Kalixt III. die Hafenzitadelle von Limenas und überwanden zu Beginn des Jahres 1457 die sich lange verteidigenden Osmanen. Bei dem nachfolgenden Angriff der osmanischen Flotte unter Kapudan Pascha Tzagan, Statthalter von Gallipoli, ergaben sich die Thasier 1459 ohne Widerstand. Eine osmanische Besatzung wurde eingesetzt und die meisten Inselbewohner, soweit sie nicht in das unzugängliche Innere der Insel entfliehen konnten, nach Konstantinopel deportiert. Viele Ansiedlungen wurden niedergebrannt. Die Insel war schließlich nur noch dünn besiedelt.
Im Jahre 1460 erhielt Demetrios Palaiologos die Inseln Thasos, Samothraki und Imbros als Gegenleistung für erwiesene Dienste. 1466 übernahm der venezianische Admiral Capello die Herrschaft, nachdem er mit Konstantinopel Frieden geschlossen hatte. Thasos wurde 1479 von dem osmanischen Kapudan Pascha Machmud zurückerobert und Rumelien zugeordnet.
Auf Thasos bestanden 1519 fünf Ortschaften: Limanchisar, Theologos, Jenichisar, Voulgaro und Kakirachi. Die Orte Kazaviti und Maries wurden erstmals 1570 erwähnt. Die Osmanen überließen den Griechen die innere Selbstverwaltung. Ab 1566 wählten sie aus ihren Reihen die Orts-Archonten, die sogenannten Kotsampasides, die die Steuern, Zölle und Abgaben für die Pforte einzogen und abführten.
Die Insel blühte im 16. und 17. Jahrhundert auf. Der frühe Reisende Francesco Piazenza beschrieb 1688 den thasischen Reichtum an Gold, Silber, Marmor, Holz, Olivenöl und Wein. Die Einwohnerzahl nahm beträchtlich zu und wurde 1707 auf 7000 bis 8000, die Zahl der Ortschaften auf 12 bis 15 geschätzt.
Nach der Seeschlacht von Çeşme landete 1770 eine Abordnung der russischen Flotte auf der Insel, um die Holzversorgung für ihren Schiffbau sicherzustellen. In den Inselwäldern wurden 17.000 schwere Stämme geschlagen. Arbeitszwang beim Holzeinschlag und -Transport, Ausplündern durch Piraten, Unterdrückung, Tyrannisierung und Ausbeutung durch Osmanen und Kotsampasides führten zu vollkommener Verelendung und großer Unruhe. Als sich die Russen nach vier Jahren zurückzogen, kam Thasos erneut unter die osmanische Herrschaft. Sultan Abdülhamid I. agierte mit großer Härte und Unterdrückung. Ende des 18. Jahrhunderts hatten die fünf Ortschaften nur noch 2500 Einwohner.

#### Ägypter unter osmanischer Lehnsherrschaft (1813–1902)

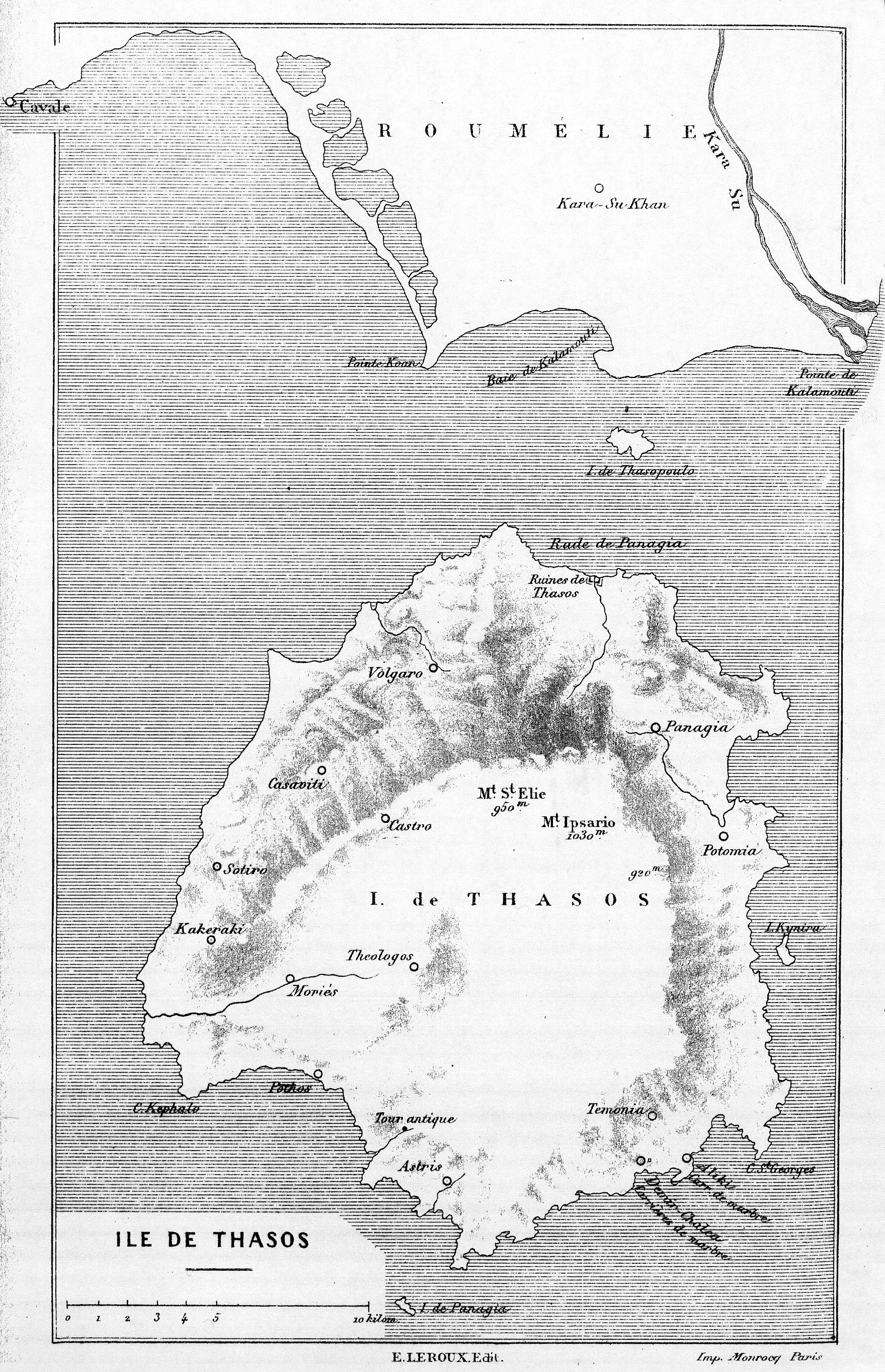
Thasos-Karte nach E. C. B. Miller (1863)

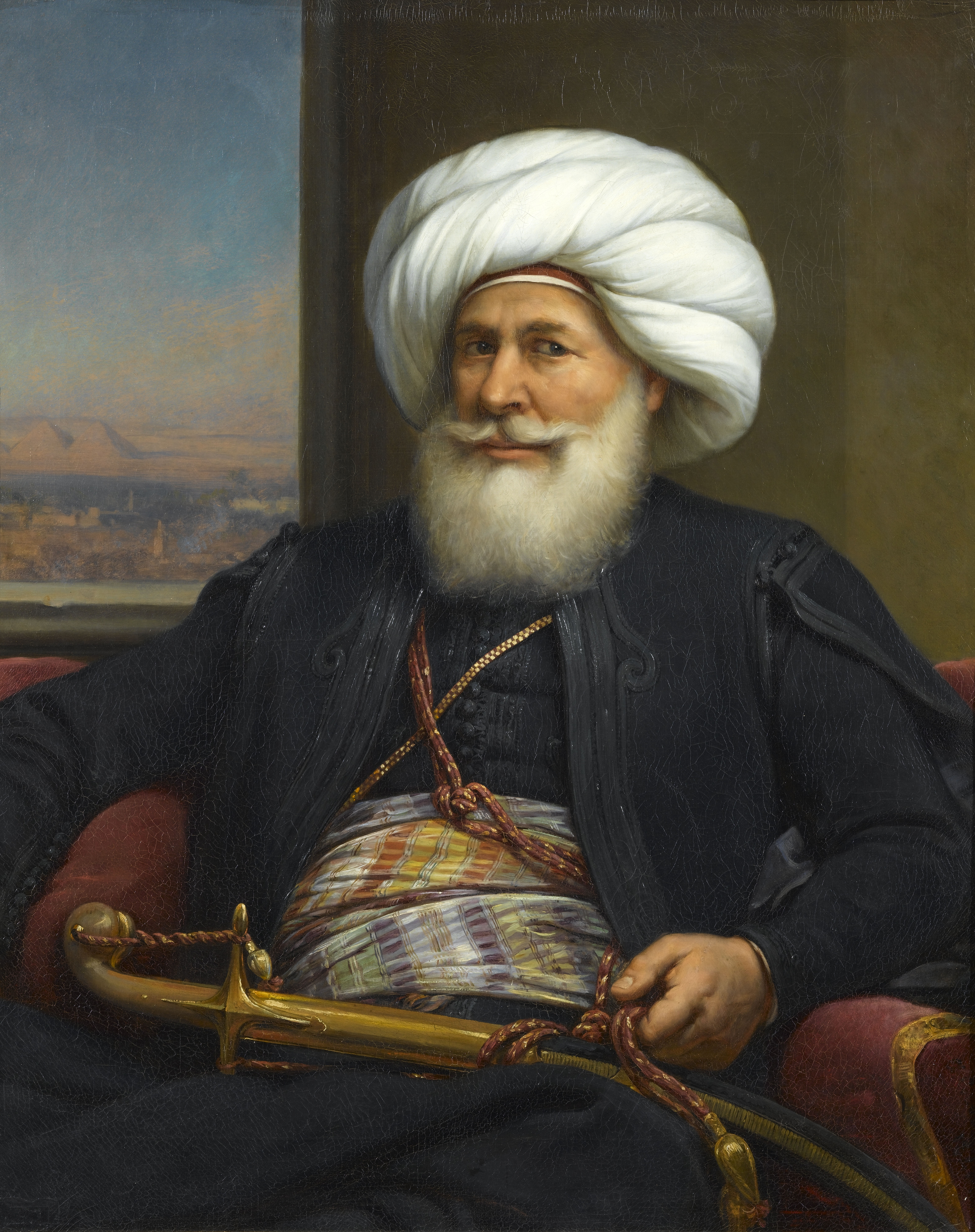
Muhammad Ali, Vizekönig von Ägypten, Begründer der ägyptischen Khediven-Dynastie, osmanischer Pascha, Lehnsherr der Insel Thasos

Am 30. Mai 1813 wurde Muhammad Ali Pascha als Gegenleistung für erbrachte Dienste von Sultan Mahmud II. mit der Insel Thasos beliehen. Ali Pascha war in Kavala geboren worden und in Agios Georgios auf Thasos aufgewachsen.
Die Zeit der ägyptischen Verwaltung sah die Insel in privilegierter Stellung gegenüber den unter osmanischem Joch stehenden Gebieten Griechenlands. Die Inselverwaltung lag bei dem gewählten griechischen Proedros (προέδρος) oder Başçorbacı (Μπας Τσορμπάζη). Jeder Ortschaft standen ein gewählter griechischer Proestos (Προεστός) oder Çorbacı vor. Die nominelle Regierungsgewalt lag weiterhin bei dem in Kavala residierenden Bey. Von ihm war als Schutzmacht und zur Eintreibung der Kopfsteuer der osmanische Aga oder Woiwode mit einer Truppe von sieben oder acht moslemischen Gendarmen auf der Insel eingesetzt.
Von den in der frühen osmanischen Epoche entrichteten Abgaben an die Pforte war nur noch die Kopfsteuer und die Soldatenabgabe zu entrichten. Die Kopfsteuer erreichte 1828 850.000 türkische Piaster (etwa 4,9 Millionen Goldmark (1912)), die zusätzliche Soldatenabgabe betrug 1854 57.000 Piaster. An den Pascha von Ägypten gingen Abgaben auf die Olivenernte, auf Honig, Wachs und Getreide, auf die Schaf- und Ziegenhaltung und auf den Wert von ausgeführtem Holz. Dazu betrieb der Pascha einen exzessiven Holz-Einschlag. Hierfür musste Frondienst geleistet werden. Die Gesamteinnahmen der Ägypter sollen bis 1856 im jährlichen Durchschnitt 400.000 türkische Piaster, etwa 2,3 Millionen Goldmark (1912), betragen haben.
Die Thasier betrieben für den eigenen Bedarf Weizen-, Gerste-, Mais- und Rebenanbau. Es wurde Vieh- und Bienenhaltung betrieben. Die Weinproduktion hatte sich infolge aufgetretener Traubenkrankheiten stark reduziert. Die Landwirtschaft deckte 1828 etwa 30 % des jährlichen Eigenbedarfs. Für den Holzeinschlag musste Frondienst geleistet werden. Hauptexportartikel waren Brennholz, Olivenöl, Honig, Wachs, Teer und Pech. Die Ölproduktion belief sich im Jahresdurchschnitt auf mehr als 400.000 bis 500.000 Okka.
Im griechischen Befreiungskampf besiegten die thasischen Aufständischen 1821 unter dem Proedros Chatzi Giorgis aus Theologos die auf der Insel stationierte osmanische Garde beim südlichen Küstendorf Potos, tötete einige Gardisten und zwang die restliche Truppe, die Insel zu verlassen. Es schaltete sich Ali Pascha als Vermittler bei der Pforte ein und erwirkte die Waffenabgabe und Befriedung der Insel.
Als bald darauf etwa 800 Festland-Piraten mehrere Inseldörfer plünderten, schlossen die Thasier Ende 1821 einen Vertrag mit dem osmanischen Pascha von Thessaloniki, der sie vor Raub- und Piraten-Überfällen schützen sollte. Doch 1823 fielen wiederum 500 Rumelier ein und 1827 forderte Anastassios Karatassos Tribut von den Thasier. Die Übergriffe geschahen weiterhin mehrmals im Jahr, dauerten jahrzehntelang an und ließen erst in Mitte des 19. Jahrhunderts nach.
1828 bestanden auf der Insel neun Bergdörfer: Panagia, Potamia, Theologos, Kastro, Maries, Kakirachi, Sotiros, Kazaviti und Vulgaro mit zusammen 1.020 Häusern. Die Bevölkerungszahl hat sich auf 5000–6000 erhöht. Das Dorf Vulgaro, dem Namen nach von bulgarischen Zuwanderern beim heutigen Rachoni gegründet, war seit der letzten Pest teilweise aufgegeben worden. Ein weiteres Dorf, Agios Georgios, war hinzugekommen und die Bevölkerungszahl der Insel belief sich 1858 auf etwa 10.000. Die Dörfer werden aus den Bergen wieder an die Küste in die Nähe des Ackerlandes verlegt.
Als Ali Pascha 1849 verstarb, übernahmen seine Nachkommen die Lehnsherrschaft. Es folgten Abbas Hilmi I. Pascha, Muhammad Said Pascha und der Khedive Ismail Pascha, die auf Thasos die Politik des Begründers der Dynastie, einer relativen Unabhängigkeit, einer von Griechen geführten Gerichtsbarkeit und einer gerechten Besteuerung fortführten. 1874 brachen anlässlich der Wahl eines neuen thasischen Proedros Unruhen aus und die Insel verlor die meisten ihrer Privilegien und Gemeindefreiheiten. Als schließlich im Jahre 1895 von Abbas Hilmi II. die thasischen Wälder zur Ausbeutung an eine englische Gesellschaft abgetreten wurden, brach ein blutiger Aufstand aus, den der Sultan zum Anlass nahm, der Dynastie Mohammad Ali Paschas 1902 das Lehen aufzukündigen.
Im Jahre 1903 und 1905 gelang es dem deutschen Industriellen Friedrich Speidel vom türkischen Sultanat eine Konzessionen zur Ausbeutung der Erzvorkommen auf Thasos zu erlangen. In einem Pachtvertrag wurden mit dem Khediven in Kavala Verträge zur Galmeigewinnung im Westen und Süden der Insel abgeschlossen. Die zahlreichen Bergbaubetriebe brachten für die Insel und insbesondere für die Orte Limenaria und Sotiros einen bedeutenden wirtschaftlichen Aufschwung und eine Großzahl von Arbeitsplätzen.

#### Balkankriege (1912–1922)
Anfang 1912 unterzeichneten Serben und Bulgaren eine Kriegsallianz, die sich gegen das Osmanische Reich richtete und darauf abzielte, das türkische Joch abzuwerfen und ihre nationalen Rechte wiedereinzusetzen. Dieser Allianz trat im September 1912 auch Griechenland bei mit dem Ziel der Befreiung der Gebiete nördlich des Olymps und der Inseln in der nördlichen Ägäis bei. Es schloss sich schließlich auch Montenegro an. Die vier Verbündeten erklärten der Türkei den Krieg, bekannt als Erster Balkankrieg. Obwohl die Verbündeten weitgehend ihre Ziele erreichten, scheiterten sie daran, eine Vereinbarung über eine Verteilung der eroberten Gebiete zu erzielen. Die Forderung Bulgariens auf einen Zugang zur Ägäis, durch das zu Griechenlands seit vielen Jahrhunderten gehörende Westthrakien, führte zu großen Kontroversen.
Die Bulgaren eröffneten am 16. Juni 1912 den Zweiten Balkankrieg mit dem Einfall in das von den Türken besetzte Serbien. Die griechische Flotte unter Admiral Pavlos Koundouriotis nahm am 8. Oktober 1912 die Inseln Limnos ein und eroberte von dort aus Imbros, Samothraki und Agios Efstratios. Als gegen Ende dieses Krieges die griechische Kriegsmarine die osmanische Flotte bis in die Dardanellen verfolgte, wurde Limenas Thasou am 18. Oktober 1912 durch Kountouriotis mit den Kriegsschiffen Longchi, Thyella und Pelops befreit. Der Hauptmann Dimitrios Kontaratos vollendete mit seiner Truppe die Befreiung der Insel durch die Einnahme von Panagia, Potamia und Theologos. Am 31. Juli 1913 besuchte König Konstantin I. mit dem Kronprinzen Georg die Insel Thasos.

#### Erster Weltkrieg (1914–1918)
Der Erste Weltkrieg bereitete 1914 dem Bergbau der Minengesellschaft Friedrich Speidel im Westen und Süden der Insel ein jähes Ende. Als die französischen Streitkräfte 1916 im Zuge des makedonischen Feldzuges der Mittelmächte die Insel besetzten und dort eine Flottenbasis errichteten, geriet auch Limenaria in die Kriegswirren, wo in den Jahren 1916/18 die Speidel’schen Anlagen und Gebäude größtenteils zerstört und ausgeplündert wurden. Die beiden großen Verwaltung- und Bürogebäude in Limenaria und in Sotiros blieben weitestgehend erhalten.

#### Kleinasiatischer Krieg (1922–1933)
Im Zuge des Griechisch-Türkischen Krieges wurden viele Thasier für den Feldzug in Kleinasien eingezogen. Nach der Kleinasiatischen Katastrophe ließen sich 1922 viele Flüchtlinge, hauptsächlich in den Küstenorten Limenas und Limenaria nieder. Es kam zur Enteignung des Eigentums der thasischen Klostergüter, die an Besitzlose verteilt wurden. Auf Thasos begann eine starke Abwanderung auf das Festland und eine Auswanderungswelle vornehmlich in die Vereinigten Staaten. Bemerkenswert ist die im Jahr 1925 stattfindende Ersteigerung der thasischen Bergbaukonzessionen durch die belgische Gesellschaft Vieille Montagne. Eine große Zahl von Arbeitern wird eingestellt, die zerstörten Speidel’schen Anlagen wieder aufgebaut, die Produktion aufgenommen und bis etwa 1933 fortgeführt.

#### Zweiter Weltkrieg (1939–1945)

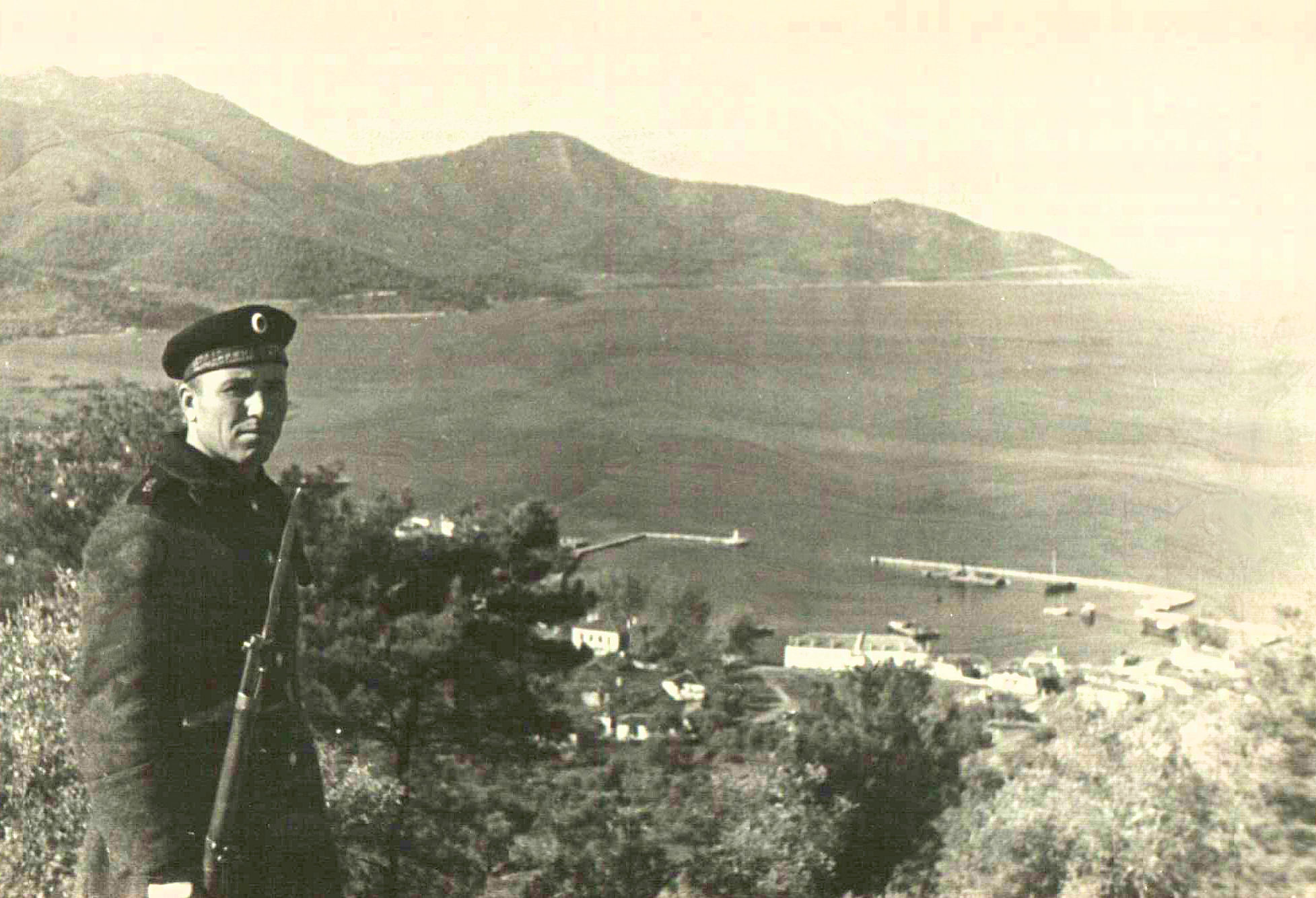
Bulgarische Besatzung

Nach der Okkupation Griechenlands durch die Achsenmächte, denen auch Bulgarien beigetreten war, wurde Ostmakedonien und Westthrakien zwischen Strymon und Evros mit den Inseln Thasos und Samothraki am 20. April 1941 unter bulgarische Oberhoheit gestellt. Während unter deutscher und italienischer Besatzung die griechischen Verwaltungsstrukturen bestehen blieben, war die Politik der Bulgaren auf die Annexion der von ihnen besetzten Gebiete ausgerichtet. Im Rahmen der Bulgarisierung wurden Polizisten, Lehrer, Juristen, Geistliche und junge Männer deportiert. Die Schulen wurden geschlossen und ein generelles Verbot des öffentlichen Gebrauchs der griechischen Sprache erlassen. Bulgaren wurden angesiedelt.
In den Jahren 1941 bis 1944 traten thasische Männer und Frauen in die Reihen der EAM-ELAS auf Thasos und am Festland ein. So gründeten sie auch in Ierissos im April 1943 mit fünf Kämpfern die VI. Nordägäische Marineabteilung der ELAN, verlegten ihre Basis später auf Amouliani und auf den Berg Athos, zuletzt auf die kleine Insel Vourvourous. Diese Einheit operierte gegen die deutsche Besatzung vor dem Mündungsgebiet des Strymon, an der Halbinsel Chalkidiki und vor Thessaloniki.
Von Kämpfen der EAM-ELAS oder der ELAN gegen die bulgarische Besatzungsmacht auf Thasos wird nicht berichtet. Gewaltanwendungen auf Thasos fanden jedoch von Seiten des griechischen Militärs und der Purandates (Einheiten der Stadtpolizei) statt, die oft mit örtlichen Mittätern und früheren ELAS-Mitglieder zusammenarbeiteten. Als sich die Zustände auf Thasos zusehends verschlimmerten, stellten sich in den Inseldörfern Gruppierungen der EPON gegen die Staatsmacht. Es bildeten sich Partisanengruppen in den thasischen Bergen und solche, die sich am Festland den Einheiten der ELAS anschlossen. Die Reaktion der Besatzungsmacht auf diese Entwicklung ist unbekannt.
Nach dem Abzug der Bulgaren 1944 bildeten sich Selbstverwaltungen und Organisationen, die insbesondere die Beseitigung des auf der Insel herrschenden Hungers zum Ziel hatten. Das Abkommen von Varkiza am 12. Februar 1945 veranlasste viele Kämpfer auf dem Festland und auf der Insel, ihre Waffen abzugeben und umgehend in ihre Dörfer zurückzukehren. Das im gesamten Griechenland etablierte System der Nach-Varkizianischen Zeit zeigte sich dann auch auf Thasos: Terror, Folterung, unter Drohungen erzwungene Unterschrift zur Ächtung der KKE, Vertreibung, Straflager mit langjähriger Haft sowie Todesurteile waren an der Tagesordnung. Das erste Todesopfer auf Thasos nach Varkiza war Λασκαρουδα Σακουλι, eine junge Frau, die bei einer Demonstration vor der Polizeistation in Theologos ermordet wurde.
(Quelle unter)

#### Bürgerkrieg (1944–1950)
Nach dem Abzug der älteren ELANisten zogen die jungen EPONisten zum Widerstand in die thasischen Berge. Abgesehen von kleineren Scharmützeln zwischen ihnen und den staatlichen Sicherheitskräften, den Chorophylakes, blieb es relativ ruhig. Im strengen Winter 1946/47 begannen dann jedoch harte Kämpfe. Eine Regierungseinheit, bestehend aus ungefähr 100 Pourandades und Gendarmen, wurde nach Thasos entsandt. Die zu dieser Zeit auf der Insel operierende Einheit der Antartes, bestehend aus 50 bis 70 Kämpfern, war bereit, ihnen in einem alles entscheidenden Kampf entgegenzutreten. Die politische Führung der Aufständischen entschied jedoch, einen Entscheidungskampf zu vermeiden und die Truppe in kleine Partisaneneinheiten zu gliedern.
Die Antartes bekamen immer wieder Zulauf und Unterstützung aus den thasischen Dörfern, verloren jedoch bei verschiedenen Zusammenstößen zahlreiche Kämpfer durch Tod, Verrat und Gefangennahme. 1947 wurde im Gebiet von Panagia einer ihrer Anführer, der legendäre Agamemnonas Fotiou, verraten und ermordet. In den Bergen um Theologos operierte Ende 1948 noch eine Restgruppe von fünf bis sieben Antartes unter Dimitri Manolitsos. Zu ihrer endgültigen Beseitigung wurde schließlich eine Militärmacht von ungefähr 700 Mann mit seeseitiger Unterstützung eingesetzt. Erst im Mai 1950, 10 Monate nach Ende des Bürgerkrieges, gaben die letzten Antartes auf. Es gelang ihnen, nach Keramoti überzusetzen und von dort in östliche Länder zu fliehen. Auf der Insel herrschte nach 1950 Hunger und der Kampf ums Überleben.

## Wirtschaft

### Fremdenverkehr
Der Fremdenverkehr ist heute der mit Abstand wichtigste Wirtschaftsfaktor. Etwa 70 % der Bevölkerung lebte 2005 vom Tourismus. Seit mehreren Jahren entwickelte sich die Insel Thasos mehr und mehr zum beliebten Touristenziel. Bis in die 1970er Jahre waren es vorwiegend Griechen vom Festland, doch seit die Insel auch vom internationalen Pauschaltourismus entdeckt wurde, kamen Jahr für Jahr mehr ausländische Touristen, darunter Deutsche, Österreicher, Briten und Skandinavier und zunehmend seit Ende der 1990er Jahre Bulgaren. Die Saison reicht von Mitte Mai bis Anfang Oktober. Vor allem zur Hochsaison im August sind die Hotels gut belegt. Ausschlaggebend hierfür sind die zahlreichen Sandstrände, die abwechslungsreiche Landschaft und die antiken Sehenswürdigkeiten. Die wichtigsten Touristenorte an der Küste sind Limenas Thasou (Hauptort der Insel), Skala Potamia, Potos (Thasos), Limenaria und Skala Prinos. Etwas ruhiger sind die Orte Potamia, Kinira, Astris, Skala Marion und Skala Rachoni. Die meistbesuchten Strände sind Makryammos, Chrysi Ammos (Golden Beach) im Nordosten, Paradissos im Osten, Aliki im Südosten, Psili Ammos im Süden und Tripiti im Südwesten. Dabei handelt es sich ausschließlich um feine Sandstrände, die flach ins kristallklare Wasser der Ägäis abfallen und somit besonders kinderfreundlich sind. Durch die gut ausgebaute Ringstraße, welche in Küstennähe verläuft, ist die Insel gut erschlossen. Thasos ist auch für Wanderer gut erschlossen. Besonders hervorzuheben sind hierfür im Nordosten der Gebirgszug des Ipsarion, bis auf 1204 m NN, und die ins Inselinnere reichenden Täler und Olivenhaine zu den Bergdörfern Panagia, Potamia, Kastro, Maries, Kallirachi, Sotiros, Prinos, Agios Georgios und Rachoni.
Der nächstliegende internationale Flughafen ist der Kavala International Airport „Megas Alexandros“. Er liegt am Festland, zwölf Kilometer vom Küstenort Keramoti entfernt. Per Fährschiff ist Limenas von Keramoti, aber auch von Kavala aus zu erreichen. Weitere Fähren verkehren zwischen Kavala und Skala Prinos, dem zweitgrößten Hafen im Nordwesten der Insel.
Das Busverkehrsnetz auf der Insel gewährleistet Verbindungen zwischen den wichtigsten Ortschaften.

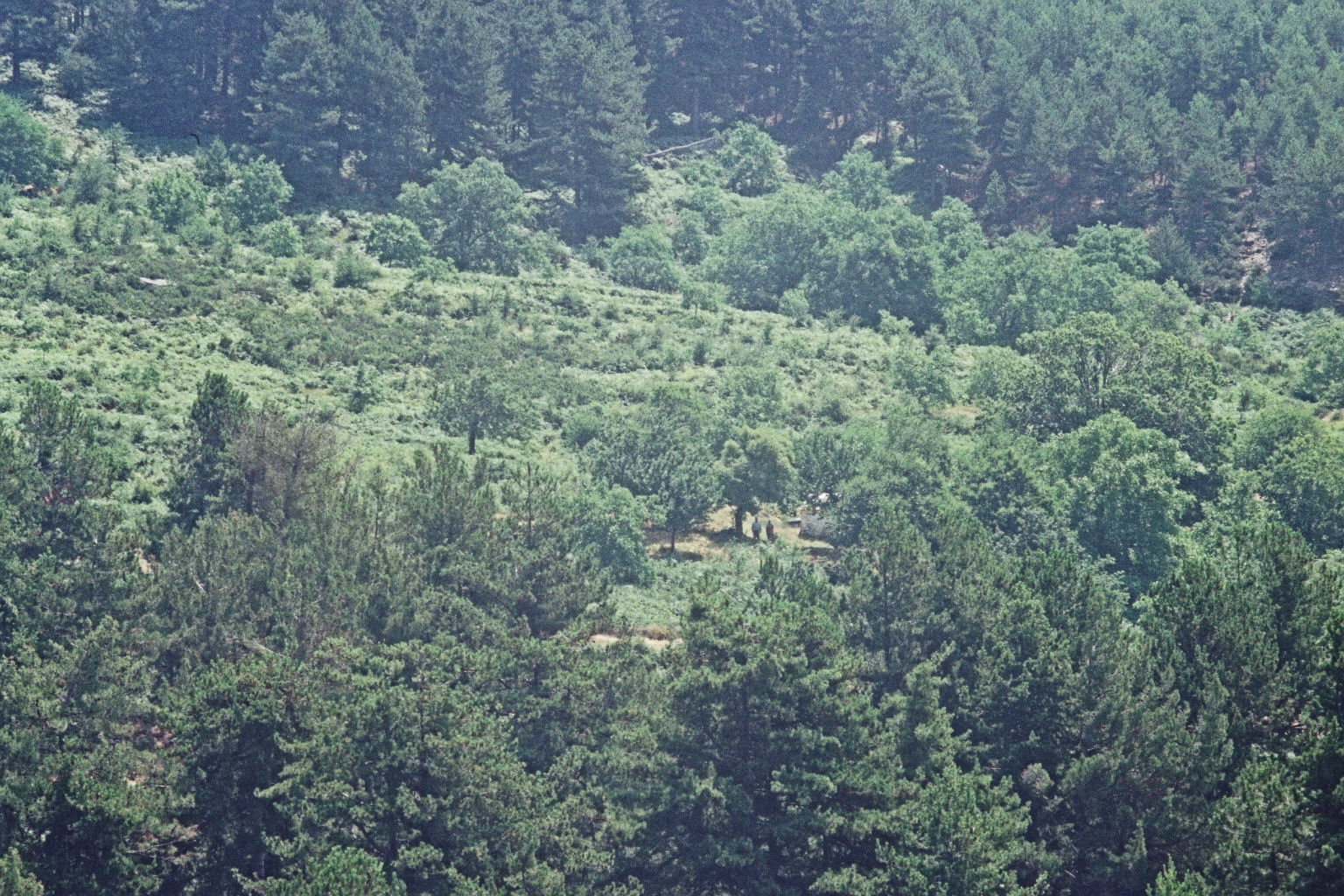
Obstplantage im Franko/Thasos

### Landwirtschaft
Auf Thasos nimmt die landwirtschaftlich genutzte Fläche etwa 75 km² (75.000 Stremma) oder etwa 20 % der Inselfläche ein, wovon etwa ⅓ bewässert wird. Es handelt sich fast ausschließlich um Baumkulturen, in denen Oliven, Walnüsse, Kastanien, Feigen, Mandeln, Süß- und Sauerkirschen, Pflaumen, Quitten, Äpfel, Birnen, Aprikosen, Pfirsiche, Granatäpfel, Maulbeeren und Johannisbrot geerntet werden. Getreide-, Mais- und Gemüseanbau nehmen die Restfläche ein.

#### Olivengewinnung
Große wirtschaftliche Bedeutung für die Insel hat die Olivengewinnung. Von den thasischen Baumkulturen nimmt der Ölbaum mit etwa 95 % den Großteil der Anbaufläche ein. Der Bestand wurde 2001 auf etwa 1.000.000 Bäume geschätzt. In den Jahren 1996 bis 2001 belief sich der Ertrag an Olivenöl auf durchschnittlich 1995 Jahrestonnen. An Speiseoliven wurden 1320 Tonnen jährlich geerntet.

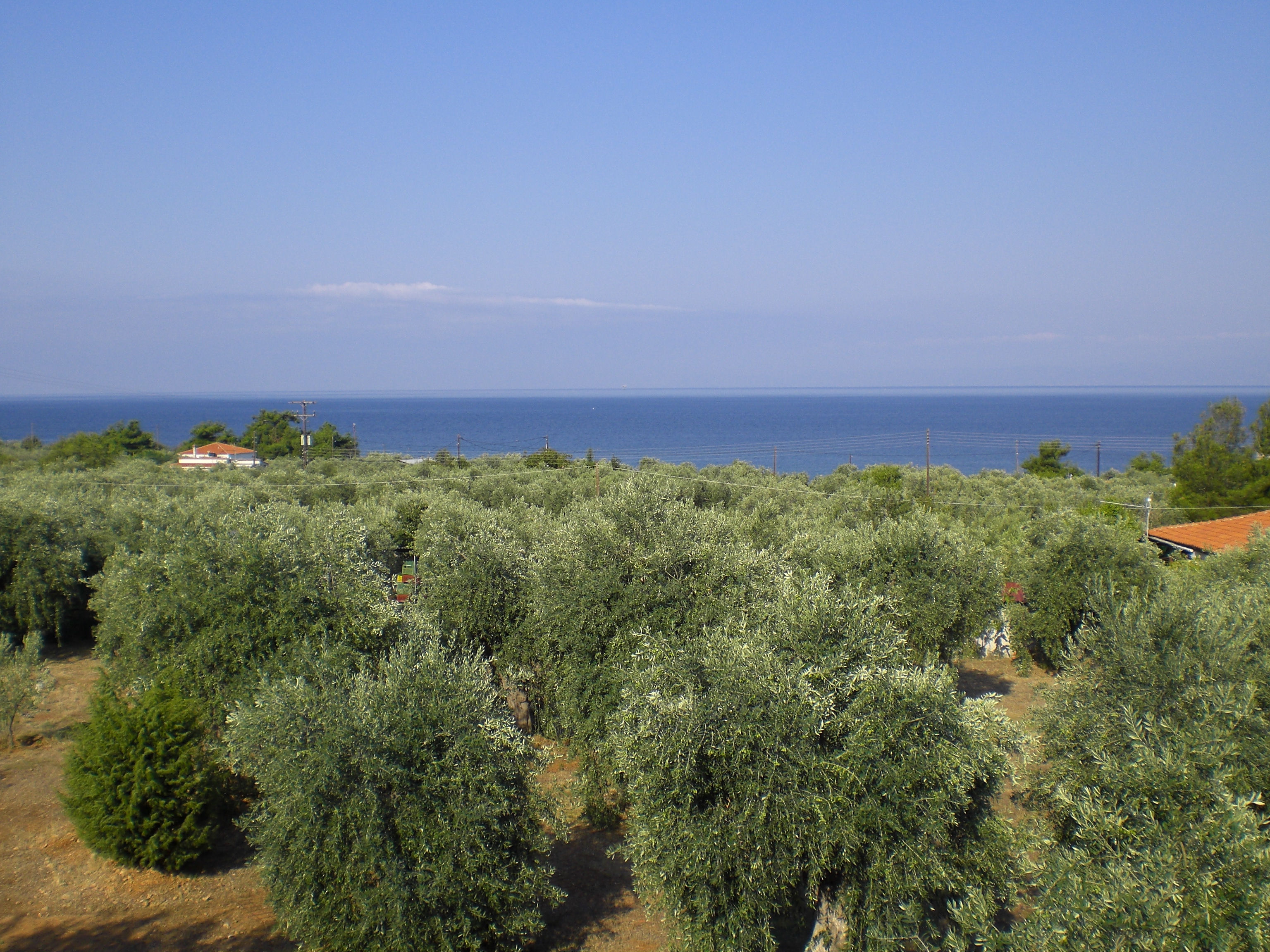
Olivenhaine im Süden von Skala Kallirachi

Anfang des 19. Jahrhunderts erwarben einige Klöster vom Berg Athos, insbesondere Vatopedi, Xeropotamou, Filotheou und Pantokratoros bedeutende Grundstücke auf Thasos und gründeten Klostergüter. Deren landwirtschaftliche Tätigkeit bestand hauptsächlich in Anlage und Pflege von Olivenhainen, Gärten und Äckern, der Gewinnung von Olivenöl und landwirtschaftlichen Produkten. Die damals angepflanzten Olivenbäume der Sorte Thasos Throumba und Thasitiki sind heute noch vorwiegend anzutreffen. Ende 1922 fand die Enteignung des klösterlichen Eigentums zur Versorgung der Flüchtlinge infolge der Kleinasiatischen Katastrophe statt.
Die durchschnittliche Besitzfläche eines thasischen Olivenbauern beträgt 1,8 Hektar. Anbau und Pflege der Olivenbäume, die Ernte der Oliven und die Herstellung des Olivenöls werden bereits nach biologischen Maßstäben durchgeführt. So werden keine künstlichen und mineralischen Dünger, sondern ausschließlich Naturdünger eingebracht. Der Schutz vor der Ölfruchtfliege erfolgt mittels Fliegenfallen. Das Olivenöl wird unter Qualitätsmerkmalen gehandelt, die in der EU-Verordnung 1234/2007 festgelegt sind.

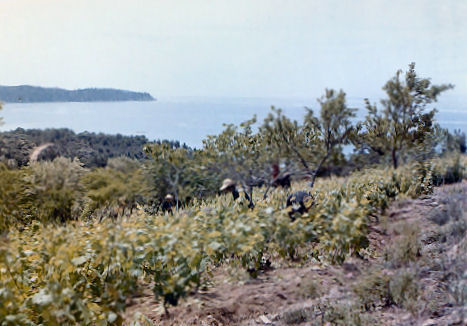
Weinanbau am Südhang des Tumba, etwa 1 km ostsüdöstlich von Limenaria (1957)

#### Weinproduktion
Der Weinanbau, der für die Insel in der Antike von großer wirtschaftlicher Bedeutung war, wird in neuerer Zeit, vor allem nach der Reblauskatastrophe Ende des 19. Jahrhunderts, nur noch in beschränktem Umfang für lokalen Bedarf betrieben. Die damals hoch gepriesenen Rebsorten sind nicht mehr vorhanden. Vorzugsweise wird heute die weiße Traube Georgina, seltener die rote Rebsorte Limnio angebaut.

#### Viehzucht
Es wird angenommen, dass 2005 auf der Insel etwa 40.000 Milchschafe sowie eine nicht bekannte, noch bedeutendere Zahl von Ziegen auf freier oder unkontrollierter Weide bei kargem Boden gehalten werden.

### Marmorgewinnung

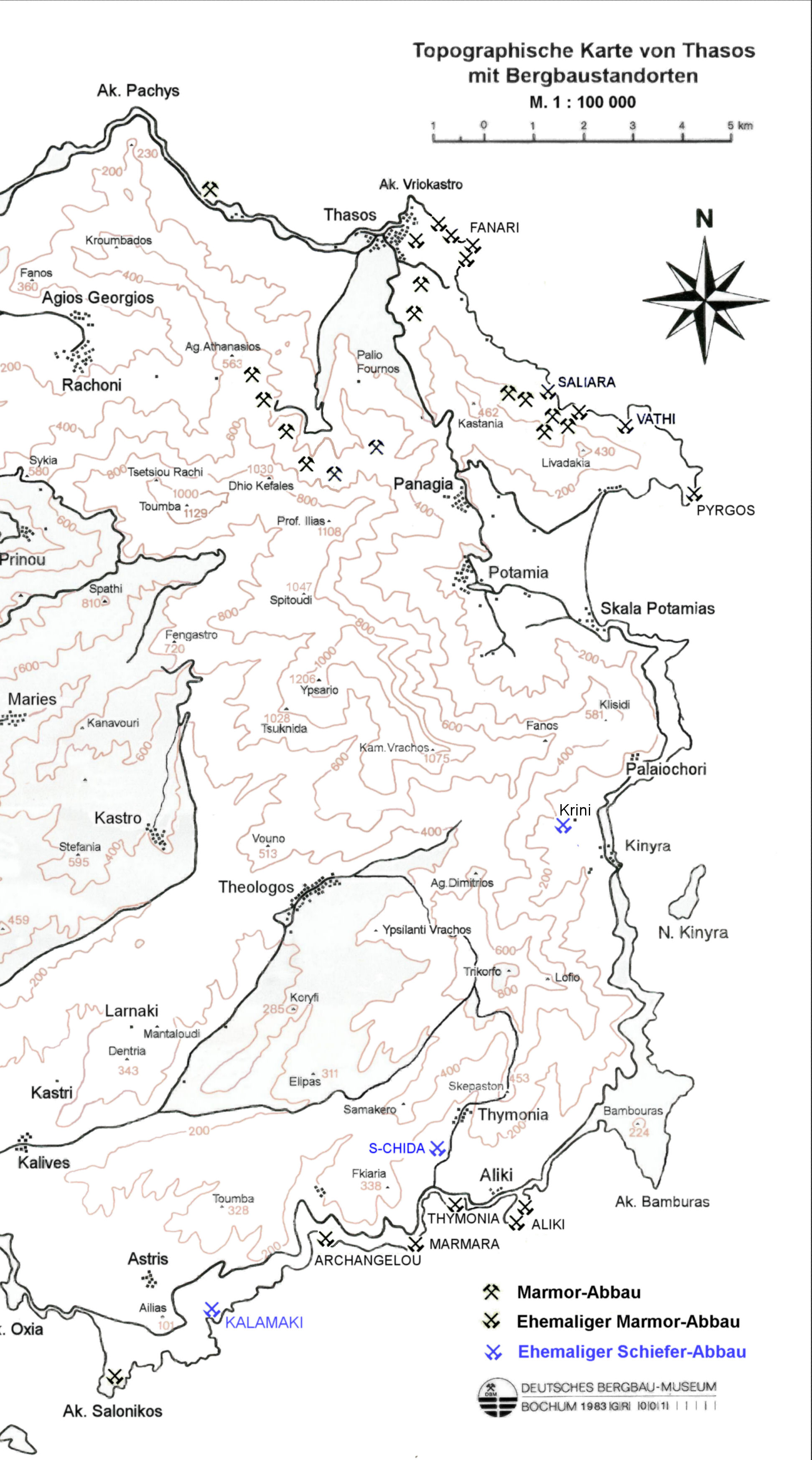
Marmor- und Schieferabbau auf Thasos

Der Thassos-Marmor gehört zu den bedeutendsten weißen Bau- und Dekorationsgesteinen in Europa und Kleinasien. In der Antike wurde dieser Marmor in zahlreichen kleineren Steinbrüchen am östlichen und südlichen Küstensaum abgebaut.
In den 1960er Jahren wurden im Osten der Insel im Bereich Theologos drei Steinbrüche wieder aufgeschlossen. Im Jahre 1995 waren im Saliara-Gebiet 17 Steinbrüche und in der Region Theologos vier Steinbrüche in Betrieb. Die Jahresproduktion 1995 betrug 60.000 m³ Dolomit- und etwa 4000 m³ Calcit-Marmor. In den Steinbrüchen werden verschiedene Reinheitsklassen, Werksteine und Splitt oder Schotter gewonnen.

### Teergewinnung

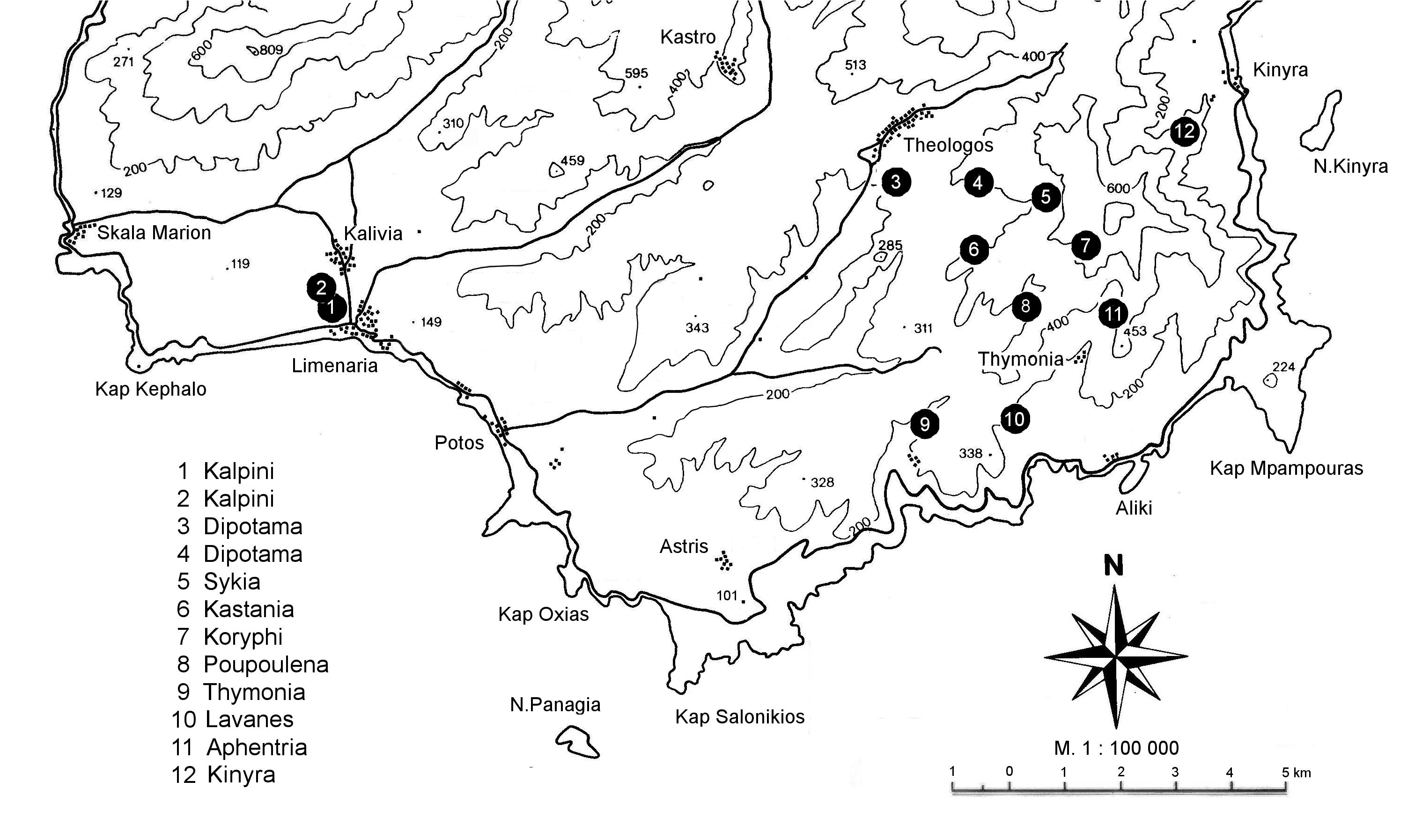
Standorte der Teeröfen im Süden der Insel Thasos (1912–1960)

Im waldreichen Südosten der Insel entwickelte sich ab 1912 die Gewinnung von Holzteer in zwölf Kleinbetrieben. Zeugen dieser damals bedeutenden Technik sind die bis heute verbliebenen Teeröfen, in Griechenland als Kamine (Καμίνι) bezeichnet. Die ersten, bei Theologos, wurden vor 1821 in Betrieb genommen, der letzte, in Limenaria etwa 1960 stillgelegt.
Die Kamine weisen eine bienenkorbmäßige, vor den Fels gesetzte Mauerung auf mit einer oberen, verengten Zustellöffnung und der unteren Rauch- und Austragsöffnung. Die Höhe des Ofens beträgt 3,30 bis 3,85 m, der Durchmesser der Zustellung 1,30 bis 1,70 m. Die Kamine sind außen trocken aus unbehauenem Schiefersteinen aufgebaut, innen mit sorgfältig gesetztem Schiefer errichtet und mit Ton verputzt. Im Ofenboden ist eine Sammelgrube mit vertieftem Stamnos eingelassen, von dem aus das Produkt abgeleitet wird. Über der Grube wird eine Lage frischer Kieferbretter pyramidenförmig aufgestellt, worauf für die Pyrolyse geeignetes trockenes und starkes Pinienholz in 40 cm-Scheiten dachförmig bis zum Ofenmund geschichtet wird.
Der Verschwelungsvorgang dauerte 24 bis 36 Stunden. Der dickflüssige Teer wurde in Blechbehälter abgefüllt, ein Teil abgefackelt, mit Wasser gelöscht und in Behältern zu Pech ausgehärtet. 260 kg Teer erbrachten 180 kg Pech. Die Produktion in dem Gebiet Limenaria – Theologos – Thymonia – Kinyra erreichte im Jahre 1901 etwa 3800 kg Teer und Pech.

### Keramik
Ab 1912 entwickelte sich an der Küste westlich von Limenas, in der Gegend von Agios Vasileios, eine beträchtliche Töpfer-Industrie. Als Standorte galten das antike Molos und die unmittelbare Umgebung. Die ersten Unternehmer importierten Erfahrung und Technik aus Siphnos und produzierten in Molos bis in die 1970er Jahre. 1935 gingen in Loggos zwei weitere Brennöfen in Betrieb, die ebenfalls um 1970 verschwanden. Der letzte Betrieb begann 1957 in Platanaki und produzierte noch 1995. Hergestellt wurden Kochgefäße (Tentzere, Giouvetsi, Lekani), Transportgefäße für flüssige und feste Stoffe (Stamna, Skepastaria), Tischkeramik (Kanata, Ladiko) und Lagergefäße (Vasen, Pithoi und Pitharaki).